# 臺中市公車路線列表
本條目除表列出臺中市公車路線外，亦包含所有行經臺中市境內且設有站點之彰化縣公車、公路客運、國道客運，目前臺中市轄內計有一般市區公車、市民小巴、捷運接駁公車及小黃公車。
臺中市公車由臺中市政府交通局管理，目前支援悠遊卡、一卡通、icash等電子票證，已不支援臺灣智慧卡與e通卡。一般市區公車路線（0路～999路）及捷運接駁公車皆採里程計費，前僅提供臺中市民經過綁定點電子票證後，始得享有前10公里免費，超過10公里者最高收費10元的優惠，臺中市以外的外地民眾，僅享有全票減免5元的優惠；小黃公車則是由計程車車隊服務，行駛一般公車較難抵達的地方，欲搭乘該路線須前一天預約路線班次。
本列表僅提供目前的路線資訊與營運規章，至於臺中市公車昔日特定時間點的路線與營運規章，可利用上方「檢視歷史」的功能，點選本頁歷史版本，已廢止的路線則收錄於臺中市公車路線廢線列表。

## 一般市區(純編號)公車路線
- 共計236條（不含副線、區間、延駛、繞駛、單循環路線之單向），聯營路線8條，分別由15間客運業者負責營運。

### 0~99
- 標示者為全線配置無障礙公車；標示者為全線提供Wi-Fi連線服務。

程}}
| 編號 | 營運區間                                              | 經營業者                   | 備註 | 備註                                           |
| ---- | ----------------------------------------------------- | -------------------------- | --- | ---------------------------------------------- |
| 1    | 中臺科技大學校區－捷運四維國小站                      | 中台灣客運                 | 單循環路線，捷運四維國小站後為返程。經大坑圓環。 |                                                |
| 3    | 東山高中－新烏日車站                                  | 統聯客運                   | 經太平澄清醫院、中平國中、長億高中、慈明高中、市立光正國中、修平科大、市立大里高中、臺中高工、明道中學。 |                                                |
| 5    | 臺中車站－僑光科技大學                                | 全航客運                   | 僑光科技大學去程實際端點為「文修停車場」、返程實際端點為「集福堂」。經臺中科技大學（一中商圈）、大墩文化中心、捷運文心森林公園站、惠文高中、林新醫院、大遠百、新光三越、秋紅谷、朝馬。                                                 |                                                |
| 6    | 主：干城站－忠義里                                    | 台中客運                   | 經臺中車站、臺中科大、中友百貨、臺中二中、曉明女中、天津路商圈、捷運文心中清站、水湳市場、順平大鵬路口（中國醫水湳校區）、臺中流行影音中心、港尾、大雅、六張犁、中科實驗高中。                                                         |                                                |
| 6    | 副：干城站－原民中心                                  | 台中客運                   | 經臺中車站、臺中科大、中友百貨、臺中二中、曉明女中、天津路商圈、捷運文心中清站、水湳市場、臺中流行影音中心、順平大鵬路口（中國醫水湳校區）、港尾、大雅、六張犁、中科實驗高中。                                                         |                                                |
| 7    | 臺中一中－長億高中－永成公園                          | 東南客運                   | 臺中一中實際端點為「雙十興進路口」。經臺中一中（一中商圈）、臺中車站、十九甲、大里工業區、慈明高中、長億高中、修平科大。 |                                                |
| 8    | 臺中刑務所演武場－逢甲大學                            | 台中客運                   | 經臺中地方法院、臺中女中、臺中車站、臺中科技大學（一中商圈）、四維國小、北屯區興安路、北新國中、四張犁、馬禮遜學校、水湳、僑光科技大學。                                                                                               |                                                |
| 11   | 臺中車站－科博館－臺中車站 台灣好行－臺中時尚城中城線 | 台中客運 全航客運 豐原客運 | 左環線先經「民權繼光街口」，右環先經「秀泰影城」。經臺中一中（一中商圈）、中山堂、臺中教育大學、草悟道、美術館。 | 全部班次使用無障礙車輛                         |
| 12   | 主：明德高中－豐原高中                                | 台中客運 全航客運 豐原客運 | 經興大附農、臺中車站、臺中科技大學（一中商圈）、捷運文心崇德站、崇德國中、洲際棒球場、潭雅神綠園道、八方夜市、廟東夜市、豐原車站。 | 全部班次使用無障礙車輛                         |
| 12   | 延：明德高中－豐原鎮清宮                              | 台中客運 全航客運 豐原客運 | 經興大附農、臺中車站、臺中科技大學（一中商圈）、捷運文心崇德站、崇德國中、洲際棒球場、潭雅神綠園道、八方夜市、廟東夜市、豐原車站、豐原漆藝館。                                                                                         | 全部班次使用無障礙車輛                         |
| 14   | 主：干城站－舊庄                                      | 台中客運                   | 經臺中車站、臺中科技大學（一中商圈）、七張犁、東寶社區、馬岡厝、社口、神岡國中、神岡區公所、圳前、新。 |                                                |
| 14   | 延：干城站－舊庄－南清宮                              | 台中客運                   | 經臺中車站、臺中科技大學（一中商圈）、七張犁、東寶社區、馬岡厝、社口、神岡國中、神岡區公所、圳前、新庄、大楊油庫、大楊國小。 |                                                |
| 14   | 副：干城站－神岡區公所                                | 台中客運                   | 經臺中車站、臺中科技大學（一中商圈）、七張犁、東寶社區、馬岡厝、清泉醫院、大雅。 |                                                |
| 14   | 副2：干城站－神岡區公所－大圳厚生路口                 | 台中客運                   | 經臺中車站、臺中科技大學（一中商圈）、七張犁、東寶社區、馬岡厝、清泉醫院、大雅、神岡、庄後里。 |                                                |
| 15   | 臺中刑務所演武場－國軍臺中總醫院                      | 台中客運                   | 非寒暑假平日部分班次繞駛至「東山高中」。經台中女中、臺中車站、臺中科大（一中商圈）、中臺科大、廍子坑、華盛頓中學、屯區藝文中心。 |                                                |
| 17   | 主：草湖－復興八街口                                  | 東南客運                   | 經霧峰農工、省議會、峰谷社區、牛城。 |                                                |
| 17   | 繞：草湖－復興八街口                                  | 東南客運                   | 經霧峰農工、省議會、光復國中小、峰谷社區、牛城。 |                                                |
| 19   | 慈濟醫院－向上民權路口                                | 中鹿客運 （代駛）          | 經軍福公園、葳格高中、佳福四季水悅社區、大河戀社區、精武車站、十甲旺市場、育英國中、新建國市場、大智公園、中興大學。 | 全部班次使用無障礙車輛                         |
| 20   | 干城站－潭子車站                                      | 中台灣客運                 | 經臺中車站、興大附農、精武車站、太原車站、弘光復健醫院、中臺科技大學、慈濟醫院。 |                                                |
| 21   | 主：臺中刑務所演武場－三貴城                          | 中鹿客運                   | 經臺中科大民生校區、臺中州廳、臺中車站、臺中科技大學（一中商圈）、新民高中、聯安醫院、大坑圓環。 |                                                |
| 21   | 延1：臺中刑務所演武場－民德橋                         | 中鹿客運                   | 僅非寒暑假平日行駛，部分班次繞駛至「東山高中」。經臺中科大民生校區、臺中州廳、臺中車站、臺中科技大學（一中商圈）、新民高中、聯安醫院、大坑圓環、三貴城、大坑國小、福慧寺。                                                             |                                                |
| 21   | 延2：臺中刑務所演武場－中興嶺                         | 中鹿客運                   | 經臺中科大民生校區、臺中州廳、臺中車站、臺中科技大學（一中商圈）、新民高中、聯安醫院、大坑圓環、三貴城、大坑國小、福慧寺、民德橋、雙連坪。                                                                                             |                                                |
| 23   | 中清同榮路口－中興東南路口                            | 統聯客運                   | 經捷運文華高中站、捷運臺中市政府站、大墩路、永安市場、國立臺灣美術館、公共資訊圖書館、中興大學、市立大里高中、青年高中。 |                                                |
| 25   | 忠信國小－凱旋敦化路口                                | 中台灣客運                 | 經臺中醫院、臺中州廳、臺中車站、臺中科技大學（一中商圈）、中國醫藥大學、捷運文心櫻花站 、逢甲商圈。 |                                                |
| 26   | 新民高中－嶺東科技大學                                | 台中客運                   | 經臺中科技大學（一中商圈）、第二市場、臺中科大民生校區、公館、崇倫國中、靜和醫院、土庫、南屯區公所、萬和國中、三和里1。 |                                                |
| 27   | 臺中車站－嶺東科技大學                                | 台中客運                   | 經臺中教育大學、勤美誠品、臺中特殊教育學校、惠文高中、老虎城、朝馬、協和國小、啟聰學校、文山國小、春社里。 | 全部班次使用無障礙車輛                         |
| 28   | 四張犁圖書館－坪頂                                    | 台中客運                   | 經北屯區行政大樓、衛道中學、水湳市場、大鵬國小、逢甲商圈、朝馬、東海別墅。 |                                                |
| 29   | 臺中監獄－第一廣場                                    | 台中客運                   | 單循環路線，第一廣場後為返程。經臺中科技大學（一中商圈）、天津路商圈、捷運文心中清站、捷運文華高中站、捷運文心櫻花站、櫻花路、逢甲商圈、黎明路、朝馬、黎明新村、嶺東科技大學。                                                         |                                                |
| 30   | 主：中台新村－第一廣場                                | 中鹿客運                   | 單循環路線，第一廣場後為返程。經臺中教育大學、臺中醫院、國立臺灣美術館、崇倫國中、靜和醫院、萬和國中、嶺東高中、嶺東科技大學。 | 全部班次使用無障礙車輛                         |
| 30   | 延：臺中區監理所－第一廣場                            | 中鹿客運                   | 單循環路線，第一廣場後為返程。經臺中教育大學、臺中醫院、國立臺灣美術館、崇倫國中、靜和醫院、萬和國中、嶺東高中、嶺東科技大學、望高寮、動物之家南屯園區。                                                                               | 全部班次使用無障礙車輛                         |
| 30   | 副：中台新村－干城站                                  | 中鹿客運                   | 單循環路線，干城站後為返程。經臺中教育大學、臺中醫院、國立臺灣美術館、捷運南屯站、南屯、南屯市場、嶺東高中、嶺東科技大學。 | 全部班次使用無障礙車輛                         |
| 32   | 大鵬新城－東英二街長福路口                            | 中鹿客運                   | 經美滿社區、捷運文華高中站、皇城社區、水湳、曉明女中、中國醫藥大學、臺中教育大學、臺中車站、旱溪夜市。 | 全部班次使用無障礙車輛                         |
| 33   | 文修停車場－高鐵臺中站                                | 台中客運                   | 經逢甲商圈、新光/遠百、文心四川路口(捷運市政府站)、捷運文心櫻花站、捷運文華高中站、捷運文心中清站、天津路商圈、臺中車站、中興大學、臺中高工、樹仔腳、九張犁、明道中學、烏日區公所。                                                    | 全部班次使用無障礙車輛                         |
| 35   | 南區公所－文修停車場                                  | 台中客運                   | 經逢甲商圈、捷運文心櫻花站、自然科學博物館（植物園）、中國醫藥大學、臺中科技大學（一中商圈）、臺中車站、興大附農、中興大學、國立公共資訊圖書館、臺中高工。                                                                             | 全部班次使用無障礙車輛                         |
| 37   | 橫山－高鐵臺中站                                      | 中台灣客運                 | 經僑光科技大學、逢甲商圈、捷運文心櫻花站、甘肅路、自然科學博物館（植物園）、臺中車站、公共資訊圖書館、臺中高等法院、臺中高工、九張犁、明道中學、烏日。                                                                                 |                                                |
| 39   | 新烏日車站－立新國小                                  | 建明客運                   | 經烏日區公所、五張犁、大里農會、大里仁愛醫院、興大附中、立人高中。 |                                                |
| 41   | 公共資訊圖書館－修平科技大學                          | 台中客運                   | 經第三市場（臺中家商）、臺中車站、臺中公園、臺灣體育大學、臺中一中（一中商圈）、臺中孔廟、精武車站、太平中山路商圈、太平坪林森林公園、國軍臺中總醫院、勤益科技大學、光華高工、車籠埔、七星（慈明高中、光隆國小）、竹仔坑。             | 全部班次使用無障礙車輛                         |
| 45   | 主：中科管理局－第一廣場                              | 中鹿客運                   | 單循環路線，第一廣場後為返程。經干城站、自然科學博物館（植物園）、捷運文心櫻花站、逢甲商圈、宏台別墅、瑞聯天地、福科國中、麗景天地、國安社區、宜寧高中、中科友達。                                                                     | 全部班次使用無障礙車輛                         |
| 45   | 延：中科實驗高中－第一廣場                            | 中鹿客運                   | 單循環路線，第一廣場後為返程；僅非寒暑假週一至週四上放學行駛。經干城站、自然科學博物館（植物園）、捷運文心櫻花站、逢甲商圈、宏台別墅、瑞聯天地、福科國中、麗景天地、國安社區、宜寧高中、中科友達、中科管理局。                         | 全部班次使用無障礙車輛                         |
| 45   | 區：中科管理局－干城站                                | 中鹿客運                   | 單循環路線單向行駛。經干城站、自然科學博物館（植物園）、捷運文心櫻花站、逢甲商圈、宏台別墅、瑞聯天地、福科國中、麗景天地、國安社區、宜寧高中、中科友達。                                                                               | 全部班次使用無障礙車輛                         |
| 45   | 延1：中科實驗高中－干城站                             | 中鹿客運                   | 單循環路線單向行駛；僅非寒暑假週一至週四上放學行駛。經干城站、自然科學博物館（植物園）、捷運文心櫻花站、逢甲商圈、宏台別墅、瑞聯天地、福科國中、麗景天地、國安社區、宜寧高中、中科友達、中科管理局。                                   | 全部班次使用無障礙車輛                         |
| 50   | 文英兒童公園－921地震教育園區                         | 統聯客運                   | 經臺中一中（一中商圈）、臺中車站、臺灣臺中地方法院、中興大學、青年高中、霧峰農工。 |                                                |
| 51   | 莒光新城－大坑9號步道                                 | 豐原客運                   | 經臺中二中、大墩文化中心、臺中女中、臺中家商、臺中車站、新時代購物中心、勤益科技大學、屯區藝文中心、廍子坑、中臺科技大學、大坑圓環。                                                                                                   |                                                |
| 52   | 主：太原車站－中興大學－太原車站                      | 中鹿客運                   | 左環先經「豬事圓滿公園」，右環先經「卅張犁公園」。 | 全部班次使用無障礙車輛                         |
| 52   | 副：太原車站－中興大學－太原車站                      | 中鹿客運                   | 左環先經「進化興進路口」，右環先經「進化國瑞街口」。 | 全部班次使用無障礙車輛                         |
| 54   | 下港尾－樹仔腳                                        | 台中客運                   | 經水湳、捷運文心中清站、逢甲商圈、僑光科技大學、朝馬、黎明新村、南屯、烏日啤酒廠、烏日區公所、明道中學。 | 全部班次使用無障礙車輛                         |
| 56   | 新光里－新烏日車站                                    | 統聯客運                   | 經精武車站、台中車站、臺中一中（一中商圈）、大墩文化中心、國立臺灣美術館、捷運南屯站、哈魚碼頭、彩虹眷村。 |                                                |
| 58   | 主：中山醫學大學－潭子勝利運動公園                    | 全航客運                   | 潭子勝利運動公園實際端點為「甘蔗里活動中心」。經捷運大慶站、臺中高工、明德高中、興大附農、臺中車站、臺中公園、臺中科技大學（一中商圈）、中友百貨、捷運文心崇德站、崇德國中、北屯行政大樓、洲際棒球場、鴻陞加油站、潭秀國中、潭子車站。 |                                                |
| 58   | 副：中山醫學大學－潭子勝利運動公園                    | 全航客運                   | 潭子勝利運動公園實際端點為「甘蔗里活動中心」。經捷運大慶站、臺中高工、明德高中、興大附農、臺中車站、臺中公園、臺中科技大學（一中商圈）、中友百貨、捷運文心崇德站、崇德國中、北屯行政大樓、洲際棒球場、大富路、潭秀國中、潭子車站。     |                                                |
| 59   | 主：捷運松竹站－舊正                                  | 統聯客運                   | 經北屯國小、新民高中、莒光新城、臺中一中（一中商圈）、臺中車站、國光路、大里區公所、大里高中。 |                                                |
| 59   | 延：捷運松竹站－舊正社區停車場                        | 統聯客運                   | 經北屯國小、新民高中、莒光新城、臺中一中（一中商圈）、臺中車站、國光路、大里區公所、大里高中、舊正、北岸路。 |                                                |
| 60   | 坪頂－大智公園                                        | 台中客運                   | 經臺中車站、臺中家商、國立公共資訊圖書館、靜和醫院、土庫、萬壽棒球場、捷運水安宮站 、臺中國家歌劇院、老虎城、朝馬、臺中榮總、東海別墅。                                                                                                |                                                |
| 61   | 太平－臺中車站－大雅                                  | 統聯客運                   | 太平實際端點為「新光里（新福路）」；大雅實際端點為「西寶里」。經樂成公園、國軍英雄館、臺中車站、臺中科技大學（一中商圈）、中山堂、中國醫藥大學、曉明女中、天津路商圈、捷運文心中清站、水湳、大雅、大雅區公所、大雅觀光夜市、清泉醫院。 |                                                |
| 63   | 翁子－宜寧中學                                        | 統聯客運 豐原客運          | 豐原實際端點為「翁子」。經臺中榮總、廟東夜市、合作國小、潭雅神綠園道、清泉醫院、大雅、逢甲商圈、朝馬。 |                                                |
| 65   | 主：南區公所－潭雅神綠園道                            | 全航客運                   | 經潭子車站、得天宮、頭張路、北屯區行政大樓、捷運文心崇德站、臺中一中（一中商圈）、臺中車站、臺中高工。 |                                                |
| 65   | 延：南區公所－大富路98巷口                            | 全航客運                   | 經筱雲山莊、潭雅神綠園道、潭子車站、得天宮、頭張路、北屯區行政大樓、捷運文心崇德站、臺中一中（一中商圈）、臺中車站、臺中高工。 |                                                |
| 65   | 繞：南區公所－潭雅神綠園道                            | 全航客運                   | 經潭子車站、得天宮、頭張路、四張犁國小、北屯區行政大樓、捷運文心崇德站、臺中一中（一中商圈）、臺中車站、臺中高工。 |                                                |
| 65   | 副：南區公所－潭雅神綠園道                            | 全航客運                   | 經潭子車站、得天宮、頭張路、松竹寺、好市多北台中店、捷運文心崇德站、臺中一中（一中商圈）、臺中車站、臺中高工。 |                                                |
| 66   | 主：潭子聯合辦公大樓－大坑－潭子聯合辦公大樓          | 台中客運                   | 左環先經「崇聖寶殿（東山路）」，右環先經「祥龍橋」；非寒暑假平日部分班次繞駛至「東山高中」。 |                                                |
| 66   | 副：松竹車站－大坑－松竹車站 觀光公車－大坑線         | 台中客運                   | 左環先經「崇聖寶殿（東山路）」，右環先經「祥龍橋」；僅假日行駛。 |                                                |
| 67   | 主：秀泰影城－臺中區監理所                            | 中鹿客運                   | 經干城站、中國醫藥大學、北區中華國小、何厝國小、至善國中、世斌公園、中港澄清醫院、臺中榮總、東海別墅。 |                                                |
| 67   | 繞：秀泰影城－力行國小－臺中區監理所                  | 中鹿客運                   | 經干城站、力行國小、雙十國中、中國醫藥大學、北區中華國小、何厝國小、至善國中、世斌公園、中港澄清醫院、臺中榮總、東海別墅。 |                                                |
| 68   | 精武車站－捷運四維國小站                              | 中鹿客運                   | 單循環路線，捷運四維國小站後為返程。經新光里、宜欣社區、中臺科技大學、東山高中、太原車站。 |                                                |
| 69   | 龍潭里－臺中國際機場                                  | 台中客運                   | 經中科、中科實驗高中、臺中國家歌劇院、新光三越、朝馬、臺中榮總、榮總北院、宜寧高中。 |                                                |
| 70   | 主：嶺東科技大學－第一廣場                            | 台中客運                   | 單循環路線，第一廣場後為返程。經臺中科技大學（一中商圈）、廣三SOGO、烏日啤酒廠、高鐵臺中站、彩虹眷村。 |                                                |
| 70   | A：嶺東科技大學→第一廣場                              | 台中客運                   | 單循環路線單向行駛。經臺中科技大學（一中商圈）、廣三SOGO、烏日啤酒廠、高鐵臺中站、彩虹眷村。 |                                                |
| 70   | B：第一廣場→嶺東科技大學                              | 台中客運                   | 單循環路線單向行駛。經臺中科技大學（一中商圈）、廣三SOGO、烏日啤酒廠、高鐵臺中站、彩虹眷村。 |                                                |
| 72   | 仁友停車場－潭子聯合辦公大樓                          | 台中客運                   | 經慈濟醫院、葳格高中、松竹路、捷運文心崇德站、捷運文心中清站、捷運文華高中站、中山國中、忠明高中、廣三SOGO、惠文高中、南屯、嶺東科技大學。                                                                                             | 全部班次使用無障礙車輛                         |
| 73   | 統聯轉運站－文英兒童公園                              | 統聯客運                   | 經捷運市政府站、捷運水安宮站、捷運文心森林公園站、捷運南屯站、捷運豐樂公園站、中山醫學大學、臺中高工、中興大學、臺中車站、臺中科技大學（一中商圈）。                                                                                   | 全部班次使用無障礙車輛                         |
| 74   | 主：太平－新烏日車站－嶺東科技大學                    | 中鹿客運                   | 太平實際端點為「太平國小」、嶺東科技大學實際端點為「仁友停車場」。經太平運動場、勤益科技大學、國軍臺中總醫院、潭子國小、彩虹眷村。 | 全部班次使用無障礙車輛 · 全部班次提供Wi-Fi服務 |
| 74   | 繞：太平－新烏日車站－嶺東科技大學                    | 中鹿客運                   | 太平實際端點為「太平國小」、嶺東科技大學實際端點為「仁友停車場」。經太平運動場、勤益科技大學、國軍臺中總醫院、潭子國小、臺中市議會、第六分局、彩虹眷村。                                                                               | 全部班次使用無障礙車輛 · 全部班次提供Wi-Fi服務 |
| 75   | 主：中科管理局－國軍英雄館                            | 統聯客運                   | 經宜寧高中、榮總宿舍、統聯轉運站、朝馬、黎明新村、臺中國家歌劇院、捷運南屯站、臺中女中、臺灣臺中地方法院、臺中車站。 | 全部班次使用無障礙車輛                         |
| 75   | 副：中科管理局－國軍英雄館                            | 統聯客運                   | 經宜寧高中、臺中榮總、統聯轉運站、朝馬、黎明新村、臺中國家歌劇院、捷運南屯站、臺中女中、臺灣臺中地方法院、臺中車站。 | 全部班次使用無障礙車輛                         |
| 77   | 中科管理局－潭子聯合辦公大樓                          | 統聯客運                   | 經捷運市政府站、自然科學博物館、忠明高中、中國醫藥大學、捷運文心崇德站、捷運四維國小站 、 捷運松竹站、葳格高中、慈濟醫院。 | 全部班次使用無障礙車輛                         |
| 79   | 中科管理局－大慶車站                                  | 統聯客運                   | 大慶車站實際端點為「建國南文心南路口」。經國安國小、宜寧中學、中港澄清醫院、朝馬、逢甲商圈、臺中市後備指揮部、忠明國小（臺灣大道）、大勇國小、崇倫國中、和平國小、臺中高工。                                                           | 全部班次使用無障礙車輛                         |
| 81   | 統聯轉運站－臺中車站－太平                            | 統聯客運                   | 太平實際端點為「太原六號橋（太原路）」。經朝馬、西屯區公所、黎明新村、惠文高中、公益公園、勤美誠品、茄苳腳(專用道)、臺中車站、臺中一中（一中商圈）、國軍英雄館、新光里、新光國中、新光國小。                                           | 全部班次使用無障礙車輛                         |
| 82   | 主：貿易三村－臺中車站                                | 台中客運                   | 單循環路線，臺中車站後為返程。經水湳市場、捷運文心中清站、捷運文心崇德站。 |                                                |
| 82   | 延：貿易三村－高鐵臺中站                              | 台中客運                   | 僅平日行駛。經水湳市場、捷運文心中清站、捷運文心崇德站、臺中車站、臺中文化創意園區、國立公共資訊圖書館、南平路、臺中高工、明道中學、烏日車站。                                                                                         |                                                |
| 83   | 捷運文心森林公園站－仁友停車場                        | 中鹿客運                   | 經林新醫院、文山國小、文山游泳池、精科園區。 | 全部班次使用無障礙車輛                         |
| 85   | 新光里－太原車站－吉星社區                            | 統聯客運                   | 經太原車站、東山高中、大坑圓環、中臺科技大學、華盛頓中學、屯區藝文中心、勤益科技大學、光華高工。 |                                                |
| 86   | 主：臺中車站－國軍臺中總醫院                          | 國光客運                   | 單循環路線，國軍臺中總醫院後為返程。經八0三醫院中清分院、捷運文心中清站、捷運文心崇德站、捷運四維國小站、軍福公園、麗園公園。 | 全部班次使用無障礙車輛                         |
| 86   | E：臺中車站→國軍臺中總醫院                            | 國光客運                   | 單循環路線單向行駛。經八0三醫院中清分院、捷運文心中清站、捷運文心崇德站、捷運四維國小站、軍福公園、麗園公園。 | 全部班次使用無障礙車輛                         |
| 86   | W：國軍臺中總醫院→臺中車站                            | 國光客運                   | 單循環路線單向行駛。經八0三醫院中清分院、捷運文心中清站、捷運文心崇德站、捷運四維國小站、軍福公園、麗園公園。 | 全部班次使用無障礙車輛                         |
| 88   | 麗園公園－宜寧中學                                    | 中鹿客運                   | 經臺中榮總、僑光科大、臺中中央公園、四維國小、太原車站、東山高中。 | 全部班次使用無障礙車輛                         |
| 89   | 嶺東科技大學－東門橋                                  | 中鹿客運                   | 東門橋實際端點為「毓祥護理之家」。經IKEA宜家家居台中店、捷運文心森林公園站、國立臺灣美術館、國立公共資訊圖書館、臺中家商、臺中車站、新時代購物中心。                                                                                   |                                                |
| 90   | 主：豐原－豐原高中－東勢高工                          | 豐原客運                   | 經葫蘆墩文化中心、水源路、富陽路、石岡水壩、石岡區公所、東勢。 |                                                |
| 90   | 延：豐原－和平衛生所                                  | 豐原客運                   | 經葫蘆墩文化中心、水源路、富陽路、石岡水壩、石岡區公所、東勢、東勢高工。 |                                                |
| 91   | 主：舊庄－中興嶺停車場                                | 豐原客運                   | 經新庄、圳堵、神岡區公所、神岡國中、社口、豐原郵局、廟東夜市、葫蘆墩文化中心、石岡水壩、石岡區公所、新社高中、大南、中興嶺。 |                                                |
| 91   | 延：臺中國際機場－中興嶺停車場                        | 豐原客運                   | 經吳厝里、許厝寮、舊庄、新庄、圳堵、神岡區公所、神岡國中、社口、豐原郵局、廟東夜市、葫蘆墩文化中心、石岡水壩、石岡區公所、新社高中、大南、中興嶺。                                                                                     |                                                |
| 91   | 繞1：舊庄－東興－中興嶺停車場                         | 豐原客運                   | 經新庄、圳堵、神岡區公所、神岡國中、社口、豐原郵局、廟東夜市、葫蘆墩文化中心、石岡水壩、石岡區公所、月湖里、矮山坪、上中興嶺。 |                                                |
| 91   | 繞2：舊庄→中興嶺停車場                                | 豐原客運                   | 經東山、圳堵、神岡區公所、神岡國中、社口、豐原郵局、廟東夜市、葫蘆墩文化中心、石岡水壩、石岡區公所、新社高中、大南、中興嶺。 |                                                |
| 92   | 豐原－大安國中                                        | 豐原客運                   | 經豐原國中、后里區公所、月眉、外埔市區、大甲高中、大甲車站、順天國中、大安區圖書館、大安區公所、海墘國小。 | 全部班次使用無障礙車輛                         |
| 93   | 新烏日車站－大甲區銅安厝                              | 台中客運                   | 經成功嶺、追分車站、大肚車站、龍井車站、沙鹿光田醫院、沙鹿車站、清水高中、清水車站、甲南(臺中港車站)、大甲高中、大甲車站、幼獅工業區。                                                                                                 |                                                |
| 95   | 主：六福公園－外埔老人文康中心                        | 中台灣客運                 | 經北勢頭、沙鹿車站、清水高中、大甲車站、大甲高工。 |                                                |
| 95   | 區：六福公園－大甲高工                                | 中台灣客運                 | 僅平日行駛。經北勢頭、沙鹿車站、清水高中、大甲車站。 |                                                |
| 97   | 國立苑裡高中－大甲區銅安厝－臺中國際機場              | 台中客運                   | 經苑裡站、龍德家商、大甲幼獅工業區、日南車站、大甲國中、大甲區公所、大甲車站、大甲高中、清水高中、嘉陽高中。 | 全部班次使用無障礙車輛                         |
| 98   | 主：舊庄－普濟寺                                      | 中台灣客運                 | 經神岡圖書館、神岡區公所、員林里、大雅區公所、秀山、中科管理局、宜寧高中、臺中榮總。 |                                                |
| 98   | 繞：舊庄－普濟寺                                      | 中台灣客運                 | 僅平日行駛。經神岡圖書館、神岡區公所、員林里、怡安幼兒園、大華國中、大雅區公所、秀山、中科管理局、宜寧高中、臺中榮總。 |                                                |
| 99   | 主：精武車站－嶺東科技大學                            | 中鹿客運                   | 嶺東科技大學實際端點為「仁友停車場」。經臺中科大、中友百貨、臺中科大民生校區、好市多、捷運豐樂公園站、中山醫大、捷運大慶站、高鐵臺中站、彩虹眷村、嶺東科技大學。                                                                       |                                                |
| 99   | 延：精武車站－臺中區監理所                            | 中鹿客運                   | 經臺中科大、中友百貨、臺中科大民生校區、好市多、捷運豐樂公園站、中山醫大、捷運大慶站、高鐵臺中站、彩虹眷村、嶺東科技大學、仁友停車場、望高寮、動物園區南屯之家。                                                                       |                                                |

### 100~199
- 標示者為全線配置無障礙公車；標示者為全線提供Wi-Fi連線服務。

| 編號 | 營運區間                                        | 經營業者   | 備註 | 備註                                           |
| ---- | ----------------------------------------------- | ---------- | --- | ---------------------------------------------- |
| 100  | 高鐵臺中站－臺中車站 幹線公車－復興幹線         | 台中客運   | 單循環路線，臺中車站後為返程。經烏日、明道中學、九張犁、臺中高工、國立公共資訊圖書館、臺中文化創意園區。 | 全部班次使用無障礙車輛                         |
| 101  | 彰化車站－敦化后庄七街口                            | 台中客運   | 經敦化公園、捷運文心中清站、臺中二中、中央市場、臺中車站、國立公共資訊圖書館、臺灣高等法院臺中分院、成功嶺、成功車站。 | 全部班次使用無障礙車輛                         |
| 105  | 主：四張犁－臺中車站－龍井                      | 中鹿客運   | 四張犁實際端點為「四張犁國小」；龍井實際端點為「龍山國小（山腳里）」。經龍井區公所、大肚車站、大道國中、追分車站、成功車站、成功嶺、國際展覽館、臺灣高等法院臺中分院、國立公共資訊圖書館、臺中車站、臺中科技大學（一中商圈）、北屯市場、捷運文心崇德站、北屯區行政大樓。                           | 全部班次使用無障礙車輛                         |
| 105  | 延：四張犁－臺中車站－龍津高中                  | 中鹿客運   | 四張犁實際端點為「四張犁國小」；僅非寒暑假平日行駛。經龍山國小、龍井區公所、大肚車站、大道國中、追分車站、成功車站、成功嶺、國際展覽館、烏日、明道中學、九張犁、臺中高工、臺灣高等法院臺中分院、國立公共資訊圖書館、臺中車站、臺中科技大學（一中商圈）、北屯市場、捷運文心崇德站、北屯區行政大樓。 | 全部班次使用無障礙車輛                         |
| 105  | 副：大道國中校門口→四張犁                       | 中鹿客運   | 四張犁實際端點為「四張犁國小」；僅非寒暑假平日行駛。經追分車站、成功車站、成功嶺、國際展覽館、烏日、明道中學、九張犁、臺中高工、臺灣高等法院臺中分院、國立公共資訊圖書館、臺中車站、臺中科技大學（一中商圈）、北屯市場、捷運文心崇德站、北屯區行政大樓。                                           | 全部班次使用無障礙車輛                         |
| 105  | 區2：臺中高工→四張犁                            | 中鹿客運   | 四張犁實際端點為「四張犁國小」；僅非寒暑假平日行駛。經臺灣高等法院臺中分院、國立公共資訊圖書館、臺中車站、臺中科技大學（一中商圈）、北屯市場、捷運文心崇德站、北屯區行政大樓。 | 全部班次使用無障礙車輛                         |
| 107  | 主：警察電台－舊正                              | 台中客運   | 經惠文高中、勤美誠品、第三市場（臺中家商）、興大附農、明德高中、立人高中、纖維博物館、草湖、霧峰農工、省議會。 |                                                |
| 107  | 延：警察電台－舊正社區停車場                    | 台中客運   | 經惠文高中、勤美誠品、第三市場（臺中家商）、興大附農、明德高中、立人高中、纖維博物館、草湖、霧峰農工、省議會、北岸路。 |                                                |
| 108  | 港尾－南開科技大學校區                          | 台中客運   | 經捷運文心中清站、曉明女中、臺中二中、臺中科技大學（一中商圈）、中友百貨、第三市場（臺中家商）、興大附農、明德高中、立人高中、纖維博物館、草湖、霧峰農工、霧峰農會、亞洲大學安藤館、舊正（烏溪橋頭）、同德家商、草屯第一銀行。                                                                     | 全部班次使用無障礙車輛                         |
| 123  | 臺中慈濟醫院－梧棲觀光漁港                      | 中鹿客運   | 經潭子車站、清泉醫院、大雅、六張犁、臺中國際機場、嘉陽高中、清水高中、清水區公所、武鹿里、海濱里。 | 全部班次使用無障礙車輛                         |
| 127  | 主：豐樂雕塑公園－臺中洲際棒球場                | 巨業交通   | 經捷運豐樂公園站、好市多南屯店、永豐棧酒店、漢口國中、曉明女中、頭張、松竹國小、北屯區行政大樓。 | 全部班次使用無障礙車輛                         |
| 127  | 延：捷運大慶站－臺中洲際棒球場                  | 巨業交通   | 經中山醫學大學、豐樂雕塑公園、捷運豐樂公園站、好市多南屯店、永豐棧酒店、漢口國中、曉明女中、捷運文心崇德站、崇德國中、北屯區行政大樓。 | 全部班次使用無障礙車輛                         |
| 128  | 主：大雅－清水                                  | 台中客運   | 經大雅分局、六張犁、清泉里、臺中國際機場、沙鹿高工（臺灣大道）、中港高中、童綜合醫院梧棲院區、梧棲、下寮里、槺榔、清水國中。 |                                                |
| 128  | 區：大雅→梧棲                                   | 台中客運   | 僅非寒暑假平日行駛。經大雅分局、六張犁、清泉里、臺中國際機場、沙鹿高工（臺灣大道）、中港高中、童綜合醫院梧棲院區。 |                                                |
| 131  | 北屯區行政大樓－朝陽科技大學                    | 台中客運   | 經捷運文心崇德站、中國醫藥大學、臺中二中、臺中一中（一中商圈）、臺中車站、興大附農、大明高中、興大附中、塗城路、竹仔坑。 |                                                |
| 132  | 北屯區行政大樓－朝陽科技大學                    | 台中客運   | 經捷運文心崇德站、臺中科技大學（一中商圈）、臺中車站、興大附農、大里區公所、市立大里高中、台影文化城舊址。 |                                                |
| 133  | 新烏日車站－朝陽科技大學                        | 台中客運   | 經明道中學、九張犁、文心南路、德芳南路、仁化里、成功路、台影文化城舊址。 |                                                |
| 142  | 干城站－豐年社區五站                            | 台中客運   | 單循環路線，豐年社區五站後為返程。經臺灣體大、臺中一中、雙十國中、力行國小、精武車站、新光里、楓愛林社區。 |                                                |
| 151  | 主：高鐵臺中站－朝陽科技大學 觀光公車－阿罩霧線 | 中台灣客運 | 經亞大醫院、亞洲大學、坑口里、民主議政園區、霧峰市區、霧峰農工、吉峰社區。 | 全部班次使用無障礙車輛                         |
| 151  | 延：臺中市議會－朝陽科技大學                    | 中台灣客運 | 經臺中市政府、新光三越、大遠百、秋紅谷、朝馬、高鐵臺中站、亞大醫院、亞洲大學、坑口里、民主議政園區、霧峰市區、霧峰農工、吉峰社區。 |                                                |
| 151  | 區：亞洲大學安藤館－高鐵臺中站                  | 中台灣客運 | 經亞大醫院、霧峰區林森路。 |                                                |
| 152  | 主：臺中市議會－翁子                            | 中台灣客運 | 經新光三越、葫蘆墩文化中心。 | 全部班次提供Wi-Fi服務                          |
| 152  | 區1：臺中市議會－圓環南永安街口                 | 中台灣客運 | 經新光三越。 | 全部班次提供Wi-Fi服務                          |
| 152  | 區2：臺中市議會－社皮鐵路巷                     | 中台灣客運 | 單循環路線，社皮鐵路巷後為返程。經新光三越。 | 全部班次提供Wi-Fi服務                          |
| 153  | 主：高鐵臺中站－谷關 觀光公車－谷關線           | 豐原客運   | 經第六分局、文心第二市政大樓、捷運市政府站、東豐/后豐鐵馬道、國家教育研究院、石岡水壩、石岡區公所、土牛、東勢、東勢高工、天冷、和平區、馬鞍壩、白冷、裡冷、松鶴。 | 全部班次提供Wi-Fi服務                          |
| 153  | 延：高鐵臺中站－八仙山森林遊樂區                | 豐原客運   | 經第六分局、文心第二市政大樓、捷運市政府站、東豐/后豐鐵馬道、國家教育研究院、石岡水壩、石岡區公所、土牛、東勢、東勢高工、天冷、和平區、馬鞍壩、白冷、裡冷、松鶴、谷關。 | 全部班次提供Wi-Fi服務                          |
| 153  | 副：新市政中心－谷關                            | 豐原客運   | 新市政中心實際端點為「文心第二市政大樓」。經捷運市政府站、東豐/后豐鐵馬道、國家教育研究院、石岡水壩、石岡區公所、土牛、東勢、東勢高工、天冷、和平區、馬鞍壩、白冷、裡冷、松鶴、谷關。 | 全部班次提供Wi-Fi服務                          |
| 153  | 區：高鐵臺中站－東勢高工                        | 豐原客運   | 經第六分局、文心第二市政大樓、捷運市政府站、東豐/后豐鐵馬道、國家教育研究院、石岡水壩、石岡區公所、土牛、東勢。 | 全部班次提供Wi-Fi服務                          |
| 154  | 主：臺中女中－大甲區公所                        | 台中客運   | 經臺中車站、臺中一中、臺中二中、下水湳(捷運文心中清站)、水湳市場、大甲車站。 |                                                |
| 154  | 延：臺中女中－頂店                              | 台中客運   | 經臺中車站、臺中一中、臺中二中、下水湳(捷運文心中清站)、水湳市場、大甲車站、大甲區公所、大甲國小、梁家古厝。 |                                                |
| 155  | 主：高鐵臺中站－麗寶樂園                        | 中台灣客運 | 經朝馬、新光三越、后里馬場、后里車站、下后里、后里區公所。 |                                                |
| 155  | 副：高鐵臺中站－麗寶樂園                        | 中台灣客運 | 經統聯轉運站、后里馬場、后里車站、中科后里園區、泰安服務區。 |                                                |
| 156  | 高鐵臺中站－臺中國際機場                        | 台中客運   | 經六張犁、大雅、大華國中(中清路)、泰安國小(環中路)、國際會展中心。 | 全部班次使用無障礙車輛 · 全部班次提供Wi-Fi服務 |
| 157  | 主：捷運文心森林公園站－大甲區公所              | 台中客運   | 捷運文心森林公園站去程實際端點為「向上惠文路口」。經捷運水安宮站、臺中市政府、新光三越、至善國中、逢甲商圈、大甲高中、大甲車站。 | 全部班次提供Wi-Fi服務                          |
| 157  | 延：捷運文心森林公園站－頂店                    | 台中客運   | 捷運文心森林公園站去程實際端點為「向上惠文路口」。經捷運水安宮站、臺中市政府、新光三越、至善國中、逢甲商圈、大甲高中、大甲車站、大甲區公所、大甲國小、梁家古厝。 | 全部班次提供Wi-Fi服務                          |
| 157  | 繞：捷運文心森林公園站－神岡區公所－大甲區公所  | 台中客運   | 捷運文心森林公園站去程實際端點為「向上惠文路口」。經捷運水安宮站、臺中市政府、新光三越、至善國中、逢甲商圈、社口、神岡高工、大甲高中、大甲車站。 | 全部班次提供Wi-Fi服務                          |
| 158  | 高鐵臺中站－朝陽科技大學                        | 全航客運   | 經捷運烏日站、捷運九德站、捷運九張犁、捷運大慶站、中山醫學大學、台中科大民生校區、臺中車站、臺中公園、興大附農、中興大學、國光橋、大里仁愛醫院、興大附中、立人高中、修平科技大學。 |                                                |
| 159  | 高鐵臺中站－臺中公園                            | 統聯客運   | 經臺中一中、莒光新城、中山堂、科博館、公益公園、土庫停車場、捷運豐樂公園站、中山醫學大學。 |                                                |
| 160  | 主：高鐵臺中站－文修停車場                      | 和欣客運   | 經林新醫院、黎明新村、和欣朝馬轉運站、逢甲商圈、僑光科技大學。 |                                                |
| 160  | 副：高鐵臺中站－文修停車場                      | 和欣客運   | 經逢甲商圈、僑光科技大學。 |                                                |
| 161  | 主：高鐵臺中站－中科管理局                      | 和欣客運   | 經國家臺中歌劇院、朝馬、福華飯店、中港澄清醫院、臺中榮總（東海大學）、宜寧高中。 |                                                |
| 161  | 副：高鐵臺中站－玉門路－中科管理局              | 和欣客運   | 經國家臺中歌劇院、朝馬、福華飯店、中港澄清醫院、宜寧高中。 |                                                |
| 162  | 靜宜大學－嘉陽高中                              | 中台灣客運 | 單循環路線，嘉陽高中後為返程。經臺中國際機場。 |                                                |
| 163  | 國軍英雄館－華盛頓中學                          | 台中客運   | 單循環路線，華盛頓中學後為返程。經台中公園、台中一中、臺灣體大、精武車站、光華里、麗園社區、屯區藝文中心。 |                                                |
| 164  | 清水國中－南清宮                                | 巨業交通   | 僅非寒暑假平日行駛。 |                                                |
| 165  | 清水國中－舊庄                                  | 巨業交通   | 僅非寒暑假平日行駛。經清水永安宮。 |                                                |
| 178  | 清水車站－高美－高美濕地                        | 巨業交通   | 經高南里舊庄。 |                                                |
| 179  | 清水車站－三美－高美濕地                        | 巨業交通   | 經高美植物園。 |                                                |
| 180  | 沙鹿－彰化                                      | 巨業交通   | 沙鹿實際端點為「巨業沙鹿站」。經沙鹿車站、龍井車站、大肚車站、追分車站、國聖井。 |                                                |
| 181  | 主：苑裡站－大甲區公所                          | 苗栗客運   | 經大甲區中山路、臨江路、大甲車站、日南國中、日南車站、船頭埔、石頭厝、龍德家商。 |                                                |
| 181  | 區1：苑裡站－日南國中                           | 苗栗客運   | 僅非寒暑假平日行駛。經日南車站、船頭埔、石頭厝、龍德家商。 |                                                |
| 181  | 區2：苑裡站－日南國中                           | 苗栗客運   | 僅非寒暑假平日行駛。經日南車站、西岐國小、林厝、碾米廠、船頭埔、石頭厝、龍德家商。 |                                                |
| 182  | 豐原轉運中心－新庄－清水                          | 豐原客運   | 經神岡、圳堵、臺中國際機場。 |                                                |
| 183  | 豐原轉運中心－新庄－臺中港郵局                    | 豐原客運   | 經神岡、圳堵、臺中國際機場、臺中港北堤。 |                                                |
| 185  | 豐原轉運中心－東山－清水                        | 豐原客運   | 經神岡、東山、新村、臺中國際機場。 |                                                |
| 186  | 豐原轉運中心－東山－臺中港郵局                  | 豐原客運   | 經神岡、東山、新村、臺中國際機場、臺中港北堤。 |                                                |

### 200~299
- 標示者為全線配置無障礙公車；標示者為全線提供Wi-Fi連線服務。

| 編號    | 營運區間                              | 經營業者   | 備註 | 備註                   |
| ------- | ------------------------------------- | ---------- | --- | ---------------------- |
| 200     | 亞大醫院－新民高中 幹線公車－中興幹線 | 台中客運   | 亞大醫院實際端點為「柳豐福新路口」；單循環路線，新民高中後為返程。經中友百貨、臺中科技大學（一中商圈）、臺中車站、第三市場（臺中家商）、興大附農、明德高中、大里中興路商圈、草湖、立人高中、霧峰農工、省議會、霧峰光復國中小。 | 全部班次使用無障礙車輛 |
| 200跳蛙 | 亞大醫院－臺中女中                    | 台中客運   | 僅非寒暑假平日行駛。經第三市場（臺中家商）、興大附農、明德高中、大里中興路商圈、霧峰農工。 | 全部班次使用無障礙車輛 |
| 202     | 豐富公園－樹德路－豐原                | 豐原客運   | 豐富公園實際端點為「愛心家園醫務室」。經臺中車站、臺中公園、慈濟醫院、豐原高商、豐原區公所。 |                        |
| 203     | 豐富公園－新田－豐原                  | 豐原客運   | 豐富公園實際端點為「愛心家園醫務室」。經臺中車站、臺中科技大學（一中商圈）、北屯、慈濟醫院、豐南國中。 |                        |
| 206     | 主：豐原－東勢高工                    | 豐原客運   | 經翁子、石岡區公所。 |                        |
| 206     | 延：石岡國中－東勢高工                | 豐原客運   | 僅非寒暑假平日行駛。經石岡國小、石岡、石岡區公所。 |                        |
| 207     | 主：豐原－谷關                        | 豐原客運   | 經石岡區公所、東勢南站、東勢高工、馬鞍寮、和平區衛生所。 |                        |
| 207     | 繞：豐原－龍安－谷關                  | 豐原客運   | 經石岡區公所、東勢南站、東勢高工、龍安、龍安橋頭（安妮公主花園）、天福大橋、和平區衛生所。 |                        |
| 208     | 主：豐原－卓蘭                        | 豐原客運   | 經石岡區公所、東勢、東勢南站、東勢高工、石城、石排、中街。 |                        |
| 208     | 繞：卓蘭→豐原                         | 豐原客運   | 僅平日行駛。經石岡區公所、東勢、東勢南站、東勢高工、石城、石排、中街、卓蘭高中。 |                        |
| 209     | 豐原－東勢林場                        | 豐原客運   | 經石岡區公所、東勢、東勢南站、東勢高工、爽文坑。 |                        |
| 211     | 主：豐原－土城－大甲體育場            | 豐原客運   | 大甲體育場實際終點為「新政大安港路口」。經豐原國中、溪底、樟腳、后里區公所、下后里、下城、安眉興安路口、泰安國小、安定、崎頂、大甲高工、大甲高中、大甲車站。                                                                   |                        |
| 211     | 區1：泰安－土城－大甲體育場           | 豐原客運   | 泰安實際終點為「下城」，大甲體育場實際終點為「新政大安港路口」。經安眉興安路口、泰安國小、安定、崎頂、大甲高工、大甲高中、大甲車站。                                                                                           |                        |
| 211     | 區2：泰安→土城→大甲體育場             | 豐原客運   | 泰安實際終點為「下城」，大甲體育場實際終點為「新政大安港路口」。經安眉興安路口、泰安國小、安定、崎頂、外埔、外埔老人文康中心、大甲高工、大甲高中、大甲車站。                                                                   |                        |
| 211     | 區3：土城－大甲體育場                 | 豐原客運   | 土城實際終點為「一安定」，大甲體育場實際終點為「新政大安港路口」。經安定、崎頂、大甲高工、大甲高中、大甲車站。 |                        |
| 212     | 豐原－水美－大甲體育場                | 豐原客運   | 大甲體育場實際終點為「新政大安港路口」。經豐原國中、溪底、后里馬場、下后里、后里區公所、月眉糖廠、眉山、三崁、二崁、外埔、外埔國中、水美里、三清總道院、大甲高中、大甲車站。                                                   |                        |
| 213     | 豐原－下后里－大甲體育場              | 豐原客運   | 大甲體育場實際終點為「新政大安港路口」。經豐原國中、溪底、后里馬場、下后里、后里區公所、月眉糖廠、眉山、三崁、二崁、外埔、后寮、大甲東、大甲高中、大甲車站。                                                                   |                        |
| 215     | 豐原－麗寶樂園－大甲體育場            | 豐原客運   | 大甲體育場實際終點為「新政大安港路口」。經豐原國中、溪底、后里馬場、下后里、后里清潔隊、月眉糖廠、麗寶樂園、眉山、三崁、二崁、外埔、后寮、大甲東、大甲高中、大甲車站。                                                         |                        |
| 218     | 豐原轉運中心－神岡區公所              | 豐原客運   | 經崎腳。 |                        |
| 219     | 主：石岡國小－龍興里                  | 豐原客運   | 僅非寒暑假平日行駛。 |                        |
| 219     | 延：石岡國中－龍興里                  | 豐原客運   | 僅非寒暑假平日行駛。經石岡、石岡國小。 |                        |
| 220     | 主：豐原轉運中心－社口－宜寧中學      | 豐原客運   | 經 大雅、橫山、福科國中、東大附中、臺中榮總 。 |                        |
| 220     | 繞：豐原轉運中心－大華國中－宜寧中學  | 豐原客運   | 僅平日行駛。經大雅、大華國中、橫山、福科國中、東大附中、臺中榮總 。 |                        |
| 223     | 豐原－公老坪頂                        | 豐原客運   | 經豐原郵局、南陽國小、豐原醫院、豐原監理站、豐村國小、豐原高中、蕭家花園、丘逢甲紀念公園、北埔。 |                        |
| 227     | 豐原－東陽里                          | 豐原客運   | 經豐原郵局、南陽國小、豐原醫院、豐東國中、南陽橋、福陽國小、寶泉犬舍。 |                        |
| 232     | 豐原轉運中心－東山                    | 豐原客運   | 僅非寒暑假平日行駛。經神岡。 |                        |
| 235     | 豐原－葫蘆墩公園－豐原                | 豐原客運   | 北環先經「圓環北角潭路口」，南環先經「圓環東水源路口」。 |                        |
| 237     | 主：豐原轉運中心－大肚車站            | 豐原客運   | 經社口、神岡、臺中國際機場、頂西勢寮、沙鹿光田醫院、麗水、茄投、茄投尾。 |                        |
| 237     | 區：豐原轉運中心－麗水                | 豐原客運   | 經社口、神岡、臺中國際機場、頂西勢寮、沙鹿光田醫院。 |                        |
| 238     | 豐原轉運中心－臺中港郵局              | 豐原客運   | 經社口、神岡、臺中國際機場、西勢寮、沙鹿光田醫院、沙鹿國中。 |                        |
| 239     | 豐原轉運中心－梧棲                    | 豐原客運   | 經社口、神岡、臺中國際機場、嘉陽高中、清水。 |                        |
| 241     | 臺中刑務所演武場－吉星社區            | 統聯客運   | 經臺中科大民生校區、臺中州廳、臺中車站、東區區公所、樂成公園、太平樹孝路商圈、太平坪林森林公園、國軍臺中總醫院、勤益科技大學、光華高工。                                                                                       |                        |
| 242     | 高鐵臺中站－吉星社區                  | 統聯客運   | 經捷運烏日站、捷運九德站、捷運九張犁站、捷運大慶站、中山醫學大學、五權車站、臺中家商、臺中車站、新建國市場、育英國中、長安醫院、東平國小、光華高工。                                                                           | 全部班次使用無障礙車輛 |
| 243     | 東山高中－亞洲大學安藤館              | 台中客運   | 經太原車站、新光國小、新光國中、太平樹孝路商圈、新平國小、宜欣社區、太平國小、成功國中、瑞城國小、霧峰高工、明台高中、國教署、霧峰國小、亞大醫院。                                                                             | 全部班次使用無障礙車輛 |
| 245     | 主：頂街－亞大醫院                    | 台中客運   | 經大道國中、成功車站、追分車站、新烏日車站、烏日林新醫院、烏日區公所、溪南國中、喀哩國小。 | 全部班次使用無障礙車輛 |
| 245     | 繞：頂街－亞大醫院                    | 台中客運   | 經大道國中校門口、成功車站、追分車站、新烏日車站、烏日林新醫院、烏日區公所、溪南國中、喀哩國小。 | 全部班次使用無障礙車輛 |
| 246     | 主：秀泰影城－吉星社區                | 總達客運   | 經第四市場、南天宮、精武車站、肉品市場、東山高中、華盛頓中學、屯區藝文中心、國軍臺中總醫院、太平國中、勤益科技大學、光華高工。                                                                                                 |                        |
| 246     | 延：中國醫藥大學－吉星社區            | 總達客運   | 經臺中一中（一中商圈）、第四市場、南天宮、精武車站、肉品市場、東山高中、華盛頓中學、屯區藝文中心、國軍臺中總醫院、太平國中、勤益科技大學、光華高工。                                                                           |                        |
| 248     | 新烏日車站－修平科技大學              | 台中客運   | 經青年中學、大里圖書館、瑞城國小。 | 全部班次使用無障礙車輛 |
| 249     | 臺中車站－朝陽科技大學                | 全航客運   | 經明功堂醫院、自由路五金商圈、勤益科技大學、太平、修平科技大學。 | 全部班次使用無障礙車輛 |
| 250     | 東勢－中坑坪                          | 豐原客運   | 經東勢南站、福隆里、石角、石角國小、隆興里、檢查站。 |                        |
| 251     | 東勢－橫流溪                          | 豐原客運   | 經東勢南站、福隆里、石角、石角國小、隆興里、檢查站、大棟派出所。 |                        |
| 252     | 東勢－大雪山森林遊樂區                | 豐原客運   | 大雪山森林遊樂區實際端點為「小雪山旅遊資訊站」。經東勢南站、福隆里、石角、石角國小、隆興里、檢查站、大棟派出所、橫流溪。 |                        |
| 253     | 東勢－士林村                          | 豐原客運   | 經東勢國中、玉山高中、中嵙國小、雙崎、烏石坑、摩天嶺、雪山坑。 |                        |
| 258     | 主：東勢－卓蘭                        | 豐原客運   | 經石城、石排、中街。 |                        |
| 258     | 繞：東勢→卓蘭                         | 豐原客運   | 僅平日行駛。經石城、石排、中街、卓蘭高中。 |                        |
| 260     | 東勢－水尾                            | 豐原客運   | 經石城、石排、明正國小、明正里。 |                        |
| 261     | 東勢－明正里                          | 豐原客運   | 經石城、石排、明正國小。 |                        |
| 263     | 東勢－崑山                            | 豐原客運   | 經東新國中、土牛、新社、橫坪、食水嵙、下坪、下崑山。 |                        |
| 264     | 東勢－東興－新五村                    | 豐原客運   | 經東新國中、土牛、新社、下水底寮、東興、崎頂、五村口。 |                        |
| 265     | 東勢－新五村                          | 豐原客運   | 經東新國中、土牛、新社、新社高中、大南、馬力埔、中興嶺、大嵙口。 |                        |
| 266     | 主：東勢－谷關                        | 豐原客運   | 經龍安橋頭（安妮公主花園）、龍安、松鶴活動中心。 |                        |
| 266     | 繞1：東勢－裡冷部落－谷關             | 豐原客運   | 經龍安橋頭（安妮公主花園）、龍安、裡冷活動中心、松鶴活動中心、哈崙台部落。 |                        |
| 266     | 繞2：東勢－白冷國小－谷關             | 豐原客運   | 經龍安橋頭（安妮公主花園）、龍安、白冷國小、松鶴活動中心、哈崙台部落。 |                        |
| 267     | 東勢－上台電                          | 豐原客運   | 經佳保臺、谷關。 |                        |
| 269     | 谷關－八仙山森林遊樂區                | 豐原客運   | 經佳保臺。 |                        |
| 270     | 豐富公園－大南－東勢                  | 豐原客運   | 豐富公園實際端點為「愛心家園醫務室」。 |                        |
| 271     | 豐富公園－東興－東勢                  | 豐原客運   | 豐富公園實際端點為「愛心家園醫務室」。 |                        |
| 272     | 主：東勢－茄苳寮                      | 豐原客運   | 經新五村、龍泉。 |                        |
| 272     | 繞：東勢→水井→茄苳寮                  | 豐原客運   | 經水井、新五村、龍泉。 |                        |
| 273     | 新五里－茄苳寮                        | 豐原客運   | 經龍泉。 |                        |
| 275     | 主：東勢－中和                        | 豐原客運   | 經南眉、新社、東興、南華。 |                        |
| 275     | 區：下新社－中和                      | 豐原客運   | 僅非寒暑假平日行駛。經新社、東興、南華。 |                        |
| 276     | 豐富公園－興中山莊－東勢              | 豐原客運   | 豐富公園實際端點為「愛心家園醫務室」。 |                        |
| 277     | 豐富公園－復盛里－東勢                | 豐原客運   | 豐富公園實際端點為「愛心家園醫務室」。 |                        |
| 278     | 東勢－水井                            | 豐原客運   | 僅非寒暑假平日行駛。經新社、大南。 |                        |
| 279     | 新社－水井                            | 豐原客運   | 僅非寒暑假平日行駛。經大南。 |                        |
| 280     | 臺中二中－修平科技大學                | 豐原客運   | 經國立臺中科技大學（一中商圈）、臺中車站、新建國市場、頂三叉、一江橋、車籠埔、竹仔坑。 |                        |
| 281     | 主：新建國市場－霧峰農工              | 中台灣客運 | 新建國市場實際端點為「綠空鐵道（復興東路）」。經臺中車站、文化創意園區、公共資訊圖書館、僑泰中學、樹王里、大里、溪南國中、喀哩、四德。                                                                                         |                        |
| 281     | 延：新光里－朝陽科技大學              | 中台灣客運 | 朝陽科技大學實際端點為「朝陽科技大學第二宿舍」。經新福里、新建國市場、綠空鐵道、臺中車站、文化創意園區、公共資訊圖書館、僑泰中學、樹王里、大里、溪南國中、喀哩、四德、吉峰。                                                   |                        |
| 281     | 副：新建國市場－霧峰農工              | 中台灣客運 | 經臺中車站、文化創意園區、公共資訊圖書館、僑泰中學、樹王里、大里、烏日國中、光德國中、明道中學、烏日區公所、五光國小、溪南國中、喀哩、四德。                                                                                   |                        |
| 282     | 主：亞洲大學安藤館－桐林              | 中台灣客運 | 經丁台、南勢、六股庄。 |                        |
| 282     | 副：亞洲大學安藤館－桐林              | 中台灣客運 | 經丁台、中投東／西北豐路口、南勢、六股庄。 |                        |
| 283     | 霧峰－大里仁愛醫院                    | 中鹿客運   | 霧峰實際端點為「省議會」、大里仁愛醫院實際端點為「國光橋」。經大里高中、五福、四德、北柳、霧峰國中。 | 全部班次使用無障礙車輛 |
| 284     | 臺中車站－修平科技大學                | 台中客運   | 經興大附農、長億高中、太平農會、七星（慈明高中、光隆國小）、竹仔坑。 |                        |
| 285     | 主：帝國製糖廠－銀聯一村              | 東南客運   | 經新建國市場、臺中車站、新時代購物中心、臺中家商、中興大學、省農會、內新市場、成功國中、修平科技大學。 |                        |
| 285     | 副：帝國製糖廠－竹仔坑                | 東南客運   | 經新建國市場、臺中車站、新時代購物中心、臺中家商、中興大學、興大附中、十九甲健康公園、成功國中、修平科技大學。 |                        |
| 286     | 臺中二中－車籠埔－崁頂                | 豐原客運   | 經國立臺中科技大學（一中商圈）、臺中車站、新建國市場、頂三叉、一江橋、車籠埔、竹仔坑、修平科技大學。 |                        |
| 287     | 國軍臺中總醫院－茅埔                  | 豐原客運   | 茅埔實際端點為「天圓彌勒院」。經太平國中、勤益科技大學、護國清涼寺、太平蝙蝠洞、東汴國小。 |                        |
| 288     | 臺中二中－茅埔                        | 豐原客運   | 茅埔實際端點為「天圓彌勒院」。經國立臺中科技大學（一中商圈）、臺中車站、護國清涼寺、太平蝙蝠洞、東汴國小。 |                        |
| 289     | 臺中二中－中興東成功路口              | 國光客運   | 經國立臺中科技大學（一中商圈）、臺中車站、新建國市場、中平國中、長億高中。 |                        |
| 290     | 主：干城站－童綜合醫院                | 台中客運   | 經臺中車站、萬壽棒球場、捷運文心森林公園站、田心(捷運南屯站)、南屯老街、臺中工業區、永定里、文山國小、蔗廍、南寮、四箴國中、明秀、北勢國中、沙鹿國中、沙鹿車站。                                                               |                        |
| 290     | 繞：干城站－童綜合醫院                | 台中客運   | 經臺中車站、萬壽棒球場、捷運文心森林公園站、田心(捷運南屯站)、南屯老街、臺中工業區、永定里、文山國小、蔗廍、南寮里、四箴國中、明秀、北勢國中、沙鹿國中、沙鹿車站。                                                             |                        |
| 291     | 霧峰區山多綠社區－大里區環保公園      | 中台灣客運 | 經立人高中、台影文化城舊址、霧峰農工、慈明高中、明台高中。 |                        |

### 300~399
- 標示者為全線配置無障礙公車；標示者為全線提供Wi-Fi連線服務。

| 編號 | 營運區間                                  | 經營業者                   | 備註 | 備註                   |
| ---- | ----------------------------------------- | -------------------------- | --- | ---------------------- |
| 300  | 靜宜大學－臺中車站 幹線公車－臺灣大道幹線 | 台中客運 統聯客運 巨業交通 | 單循環路線，臺中車站後為返程。經第二市場、科博館、忠明國小、臺中市政府、新光三越、澄清醫院、臺中榮總、東海大學、坪頂、弘光科技大學。 | 全部班次使用無障礙車輛 |
| 301  | 靜宜大學－新光里                          | 統聯客運                   | 經精武車站、臺中車站、第一廣場、彰化銀行、第二市場、科博館、忠明國小、臺中市政府、新光三越、澄清醫院、臺中榮總、東海大學、坪頂、弘光科技大學。 | 全部班次使用無障礙車輛 |
| 302  | 主：臺中國際機場－新光里                  | 中台灣客運                 | 經精武車站、臺中車站、第一廣場、彰化銀行、第二市場、科博館、忠明國小、臺中市政府、新光三越、澄清醫院、臺中榮總、東海大學、坪頂、弘光科技大學、犁份、西勢寮。 | 全部班次使用無障礙車輛 |
| 302  | 延：嘉陽高中－新光里                      | 中台灣客運                 | 經精武車站、臺中車站、第一廣場、彰化銀行、第二市場、科博館、忠明國小、臺中市政府、新光三越、澄清醫院、臺中榮總、東海大學、坪頂、弘光科技大學、犁份、西勢寮、臺中國際機場、西勢里。                                                                                                   | 全部班次使用無障礙車輛 |
| 303  | 大勇四維東路口－新民高中                  | 統聯客運                   | 經臺中科技大學（一中商圈）、臺中公園、干城站、臺中車站、第一廣場、彰化銀行、第二市場、科博館、忠明國小、臺中市政府、新光三越、澄清醫院、臺中榮總、東海大學、坪頂、弘光科技大學、靜宜大學、沙鹿高工、鹿寮國中、清水高中、清水國中、清水區公所、港區藝術中心。                         | 全部班次使用無障礙車輛 |
| 304  | 港區藝術中心－新民高中                    | 台中客運                   | 經臺中科技大學（一中商圈）、臺中公園、干城站、臺中車站、第一廣場、彰化銀行、第二市場、科博館、忠明國小、臺中市政府、新光三越、澄清醫院、臺中榮總、東海大學、坪頂、弘光科技大學、靜宜大學、沙鹿高工、鹿寮國中、清水高中、西寧國小。                                                   | 全部班次使用無障礙車輛 |
| 305  | 主：文武公園－臺中車站                    | 巨業交通                   | 單循環路線，臺中車站後為返程。經第一廣場、彰化銀行、第二市場、科博館、忠明國小、臺中市政府、新光三越、澄清醫院、臺中榮總、東海大學、坪頂、弘光科技大學、靜宜大學、沙鹿高工、巨業沙鹿站、鹿寮、清水車站、清水高中、清水、三田國小、甲南、水汴頭、大甲高中、大甲、大甲車站、大甲國中。 | 全部班次使用無障礙車輛 |
| 305  | E：文武公園→臺中車站                      | 巨業交通                   | 單循環路線單向行駛。經第一廣場、彰化銀行、第二市場、科博館、忠明國小、臺中市政府、新光三越、澄清醫院、臺中榮總、東海大學、坪頂、弘光科技大學、靜宜大學、沙鹿高工、巨業沙鹿站、鹿寮、清水車站、清水高中、清水、三田國小、甲南、水汴頭、大甲高中、大甲、大甲車站、大甲國中。           | 全部班次使用無障礙車輛 |
| 305  | W：臺中車站→文武公園                      | 巨業交通                   | 單循環路線單向行駛。經第一廣場、彰化銀行、第二市場、科博館、忠明國小、臺中市政府、新光三越、澄清醫院、臺中榮總、東海大學、坪頂、弘光科技大學、靜宜大學、沙鹿高工、巨業沙鹿站、鹿寮、清水車站、清水高中、清水、三田國小、甲南、水汴頭、大甲高中、大甲、大甲車站、大甲國中。           | 全部班次使用無障礙車輛 |
| 305  | 區：巨業沙鹿站－文武公園                  | 巨業交通                   | 僅平日行駛。經鹿寮、清水車站、清水高中、清水、三田國小、甲南、水汴頭、大甲高中、大甲、大甲車站、大甲國中。 | 全部班次使用無障礙車輛 |
| 306  | 主：清水－梧棲－臺中車站                  | 巨業交通                   | 單循環路線，臺中車站後為返程。經第一廣場、彰化銀行、第二市場、科博館、忠明國小、臺中市政府、新光三越、澄清醫院、臺中榮總、東海大學、坪頂、弘光科技大學、靜宜大學、沙鹿高工、巨業沙鹿站、中港高中、童綜合醫院梧棲院區、梧棲、槺榔、牛埔、清水國中。                                   | 全部班次使用無障礙車輛 |
| 306  | 區1：靜宜大學→梧棲→清水                   | 巨業交通                   | 僅平日行駛。經沙鹿高工、巨業沙鹿站、中港高中、童綜合醫院梧棲院區、梧棲、槺榔、牛埔、清水國中、清水。 | 全部班次使用無障礙車輛 |
| 306  | 區2：沙鹿→梧棲→清水                       | 巨業交通                   | 沙鹿實際端點為「巨業沙鹿站」；僅平日行駛。經中港高中、童綜合醫院梧棲院區、梧棲、槺榔、牛埔、清水國中、清水。 | 全部班次使用無障礙車輛 |
| 306  | 繞：清水－梧棲－臺中車站                  | 巨業交通                   | 單循環路線，臺中車站後為返程。經第一廣場、彰化銀行、第二市場、科博館、忠明國小、臺中市政府、新光三越、澄清醫院、臺中榮總、東海大學、坪頂、弘光科技大學、靜宜大學、沙鹿高工、巨業沙鹿站、中港高中、童綜合醫院梧棲院區、梧棲、民和社區、清水國中。                                     | 全部班次使用無障礙車輛 |
| 306  | E：清水→梧棲→臺中車站                     | 巨業交通                   | 單循環路線單向行駛。經第一廣場、彰化銀行、第二市場、科博館、忠明國小、臺中市政府、新光三越、澄清醫院、臺中榮總、東海大學、坪頂、弘光科技大學、靜宜大學、沙鹿高工、巨業沙鹿站、中港高中、童綜合醫院梧棲院區、梧棲、槺榔、牛埔、清水國中。                                             | 全部班次使用無障礙車輛 |
| 306  | W：臺中車站→梧棲→清水                     | 巨業交通                   | 單循環路線單向行駛。經第一廣場、彰化銀行、第二市場、科博館、忠明國小、臺中市政府、新光三越、澄清醫院、臺中榮總、東海大學、坪頂、弘光科技大學、靜宜大學、沙鹿高工、巨業沙鹿站、中港高中、童綜合醫院梧棲院區、梧棲、槺榔、牛埔、清水國中。                                             | 全部班次使用無障礙車輛 |
| 307  | 主：梧棲觀光漁港－新民高中                | 台中客運                   | 經臺中科技大學（一中商圈）、臺中公園、干城站、臺中車站、第一廣場、彰化銀行、第二市場、科博館、忠明國小、臺中市政府、新光三越、澄清醫院、臺中榮總、東海大學、坪頂、弘光科技大學、靜宜大學、沙鹿高工、中港國小、童綜合醫院梧棲院區、梧棲、港灣技術中心、臺中港北堤。                   | 全部班次使用無障礙車輛 |
| 307  | 副：八德東大勇路口－臺中車站              | 台中客運                   | 單循環路線，臺中車站後為返程。經臺中科技大學（一中商圈）、臺中公園、干城站、臺中車站、第一廣場、彰化銀行、第二市場、科博館、忠明國小、臺中市政府、新光三越、澄清醫院、臺中榮總、東海大學、坪頂、弘光科技大學、靜宜大學、沙鹿高工、中港國小、童綜合醫院梧棲院區、梧棲、頂魚寮公園。   | 全部班次使用無障礙車輛 |
| 308  | 主：關連工業區－臺中港－新光里            | 統聯客運                   | 經精武車站、臺中公園、干城站、臺中車站、第一廣場、彰化銀行、第二市場、科博館、忠明國小、臺中市政府、新光三越、澄清醫院、臺中榮總、東海大學、坪頂、弘光科技大學、靜宜大學、大庄、童綜合醫院梧棲院區（中港高中）、安仁里、梧棲國小、梧棲、臺中港港務大樓。                             | 全部班次使用無障礙車輛 |
| 308  | 副：大勇四維東路口－新光里                | 統聯客運                   | 經精武車站、臺中公園、干城站、臺中車站、第一廣場、彰化銀行、第二市場、科博館、忠明國小、臺中市政府、新光三越、澄清醫院、臺中榮總、東海大學、坪頂、弘光科技大學、靜宜大學、大庄、童綜合醫院梧棲院區（中港高中）、安仁里、梧棲國小、梧棲、下寮里、台中港市鎮中心。                     | 全部班次使用無障礙車輛 |
| 308  | 副繞：新光里→大勇四維東路口               | 統聯客運                   | 經精武車站、臺中公園、干城站、臺中車站、第一廣場、彰化銀行、第二市場、科博館、忠明國小、臺中市政府、新光三越、澄清醫院、臺中榮總、東海大學、坪頂、弘光科技大學、靜宜大學、大庄、童綜合醫院梧棲院區（中港高中）、安仁里、梧棲國小、臺中港港務大樓、台中港市鎮中心。                   | 全部班次使用無障礙車輛 |
| 309  | 主：高美濕地－臺中車站 觀光公車－高美線   | 台中客運 統聯客運 巨業交通 | 單循環路線，臺中車站後為返程。經第二市場、科博館、忠明國小、臺中市政府、新光三越、澄清醫院、臺中榮總、東海大學、坪頂、弘光科技大學、靜宜大學、犁分、中清五權南路口、清海國中、高美濕地、9號風車、18號風車。                                                                          | 全部班次使用無障礙車輛 |
| 309  | 區：靜宜大學→臺中車站→高美濕地            | 台中客運 統聯客運 巨業交通 | 單循環路線，臺中車站後為返程。經第二市場、科博館、忠明國小、臺中市政府、新光三越、澄清醫院、臺中榮總、東海大學、坪頂、弘光科技大學、靜宜大學、犁分、中清五權南路口、清海國中、高美濕地、9號風車、18號風車。                                                                          | 全部班次使用無障礙車輛 |
| 310  | 主：臺中港旅客服務中心－臺中車站          | 台中客運 統聯客運 巨業交通 | 單循環路線，臺中車站後為返程。經第二市場、科博館、忠明國小、臺中市政府、新光三越、澄清醫院、臺中榮總、東海大學、坪頂、弘光科技大學、靜宜大學、沙鹿高工、再生能源處、頂寮里。 | 全部班次使用無障礙車輛 |
| 310  | 區1：靜宜大學→臺中車站→臺中港旅客服務中心 | 台中客運 統聯客運 巨業交通 | 單循環路線，臺中車站後為返程。經第二市場、科博館、忠明國小、臺中市政府、新光三越、澄清醫院、臺中榮總、東海大學、坪頂、弘光科技大學、靜宜大學、沙鹿高工、再生能源處、頂寮里。 | 全部班次使用無障礙車輛 |
| 310  | 區2：臺中港旅客服務中心→臺中車站→靜宜大學 | 台中客運 統聯客運 巨業交通 | 單循環路線，臺中車站後為返程。經第二市場、科博館、忠明國小、臺中市政府、新光三越、澄清醫院、臺中榮總、東海大學、坪頂、弘光科技大學、靜宜大學、沙鹿高工、再生能源處、頂寮里。 | 全部班次使用無障礙車輛 |
| 323  | 彩虹眷村－新建國市場                      | 台中客運                   | 經新時代購物中心、臺中車站、臺中州廳、臺中教育大學、科博館、忠明國小、臺中市政府、新光三越、澄清醫院、臺中榮總、東海商圈、陽明別墅、新庄里、蔗部、井仔頭、東海駕訓班、臺中區監理所、望高寮、動物之家南屯園區。                                                                           | 全部班次使用無障礙車輛 |
| 324  | 臺中都會公園－臺中車站                    | 台中客運                   | 單循環路線，臺中車站後為返程。經臺中州廳、臺中教育大學、科博館、忠明國小、臺中市政府、新光三越、澄清醫院、臺中榮總、東海藝術街、牛頂頭。 |                        |
| 325  | 大肚車站－臺中車站                        | 台中客運                   | 臺中車站去程實際端點為「第一廣場」。經臺中州廳、臺中教育大學、科博館、忠明國小、臺中市政府、新光三越、澄清醫院、臺中榮總、東海別墅、新庄里、蔗部、井仔頭、東海駕訓班、臺中區監理所(華南路)、大肚區公所。                                                                                 |                        |
| 326  | 靜宜大學－新民高中                        | 統聯客運                   | 經臺中科技大學（一中商圈）、臺中公園、干城站、臺中車站、第一廣場、彰化銀行、第二市場、科博館、忠明國小、臺中市政府、新光三越、澄清醫院、臺中榮總、東海大學、坪頂、弘光科技大學。 |                        |
| 328  | 主：興大附農－仁友停車場                  | 巨業交通                   | 經臺中國小、臺中車站、第一廣場、彰化銀行、第二市場、科博館、忠明國小、臺中市政府、新光三越、澄清醫院、臺中世貿中心、安和國中、嶺東科技大學。 | 全部班次使用無障礙車輛 |
| 328  | 繞：興大附農－仁友停車場                  | 巨業交通                   | 經臺中國小、臺中車站、第一廣場、彰化銀行、第二市場、科博館、忠明國小、臺中市政府、新光三越、澄清醫院、臺中世貿中心、安和國中、協和國小分校、嶺東科技大學。 | 全部班次使用無障礙車輛 |
| 351  | 統聯轉運站－臺中工業區                    | 統聯客運                   | 臺中工業區實際端點為「工業區28與42路口」。經澄清醫院、臺中世貿中心、安和國中、協和社區。 |                        |
| 352  | 主：大肚－中科管理局                      | 中鹿客運                   | 大肚實際端點為「沙田自由路口」。經大肚車站、龍井車站、龍井區公所、大肚區公所、大道國中、宜寧中學、中客東海停車場、坪頂。 | 全部班次使用無障礙車輛 |
| 352  | 延：大肚－中科實驗高中                    | 中鹿客運                   | 大肚實際端點為「沙田自由路口」。經大肚車站、龍井車站、龍井區公所、大肚區公所、大道國中、宜寧中學、中客東海停車場、坪頂、中科管理局。 | 全部班次使用無障礙車輛 |
| 353  | 天母櫻城－巨業沙鹿站                      | 巨業交通                   | 經明泰社區、靜宜大學(慢車道)、弘光科技大學(慢車道)、鹿港寮、中正新城、裕國社區。 |                        |
| 354  | 東海路思義教堂－經貿黎明路口              | 統聯客運                   | 經臺中榮總、宜寧中學、新杜拜社區、宏台別墅、逢甲商圈、西苑高中。 | 全部班次使用無障礙車輛 |
| 355  | 仁友停車場－西苑高中                      | 中鹿客運                   | 經宏台別墅、宜寧中學、都會皇家（遠東街）、新庄里、臺中區監理所、望高寮、動物之家南屯園區。 | 全部班次使用無障礙車輛 |
| 357  | 臺中國際機場－中台新村                    | 台中客運                   | 經文山國小、啟聰學校、福華飯店、榮總北院。 |                        |
| 358  | 主：嶺東高中－逢甲大學                    | 中鹿客運                   | 嶺東高中實際端點為「仁友停車場」；逢甲大學去程實際端點為「文修停車場」、返程實際端點為「集福堂」。經文山國小、黎明新村、第六分局、臺中國家歌劇院、老虎城、秋紅谷、逢甲商圈。 | 全部班次使用無障礙車輛 |
| 358  | 延：臺中區監理所－逢甲大學                | 中鹿客運                   | 逢甲大學去程實際端點為「文修停車場」、返程實際端點為「集福堂」。經動物之家南屯園區、望高寮、嶺東高中、文山國小、黎明新村、第六分局、臺中國家歌劇院、老虎城、秋紅谷、逢甲商圈。 | 全部班次使用無障礙車輛 |
| 360  | 主：大肚車站－都會南街                    | 台中客運                   | 行經華南路（藍色公路）。經大肚車站、大肚區公所、台中監理所、瑞井里、蔗廍、自強新城、新庄里、坪頂、東海別墅、榮總/東海大學、玉門路、福科國中、國安、都會南街。 | 全部班次使用無障礙車輛 |
| 360  | 副：大肚車站－都會南街                    | 台中客運                   | 行經華山路，其餘停靠點與主線相同。經大肚車站、瑞井國小、瑞井里、蔗廍、自強新城、新庄里、坪頂、東海別墅、榮總/東海大學、玉門路、福科國中、國安、都會南街。 | 全部班次使用無障礙車輛 |
| 361  | 龍津高中－圖書館溪西分館                  | 中鹿客運                   | 經龍山、龍井車站、南寮里、瑞峰國小、自強新城、新庄里、東海商圈、臺中榮總。 | 全部班次使用無障礙車輛 |
| 365  | 高鐵臺中站－宜寧中學                      | 台中客運 （代駛）          | 經捷運豐樂公園站、捷運南屯站、捷運文心森林公園站、忠明高中、忠明國小、臺中市政府、新光三越、西屯郵局、榮總北院。 | 全部班次使用無障礙車輛 |
| 368  | 巨業沙鹿站－靜宜大學                      | 巨業交通                   | 經童綜合醫院沙鹿院區、沙鹿高工、北勢國中、弘光科技大學。 | 全部班次使用無障礙車輛 |

### 500~599
- 標示者為全線配置無障礙公車；標示者為全線提供Wi-Fi連線服務。

| 編號    | 營運區間                                      | 經營業者 | 備註 | 備註                   |
| ------- | --------------------------------------------- | -------- | --- | ---------------------- |
| 500     | 主：臺中國際機場－臺中車站 幹線公車－中清幹線 | 台中客運 | 單循環路線，臺中車站後為返程。經臺中科技大學（一中商圈）、臺中二中、曉明女中、天津路商圈、捷運文心中清站、水湳市場、國道客運水湳站（大德國中）、港尾、大雅、六張犁、清泉崗。                                   | 全部班次使用無障礙車輛 |
| 500     | 延：三田國小－臺中車站                        | 台中客運 | 單循環路線，臺中車站後為返程。經臺中科技大學（一中商圈）、臺中二中、曉明女中、天津路商圈、捷運文心中清站、水湳市場、國道客運水湳站（大德國中）、港尾、大雅、六張犁、清泉崗、臺中國際機場、嘉陽高中、清水高中。 | 全部班次使用無障礙車輛 |
| 500     | 延區1：大雅→三田國小                          | 台中客運 | 僅非寒暑假平日行駛。經六張犁、清泉崗、臺中國際機場、嘉陽高中、清水高中。 | 全部班次使用無障礙車輛 |
| 500     | 延區2：臺中車站→三田國小                      | 台中客運 | 單循環路線單向行駛。經臺中科技大學（一中商圈）、臺中二中、曉明女中、天津路商圈、捷運文心中清站、水湳市場、國道客運水湳站（大德國中）、港尾、大雅、六張犁、清泉崗、臺中國際機場、嘉陽高中、清水高中。           | 全部班次使用無障礙車輛 |
| 500     | 延區3：三田國小→臺中車站                      | 台中客運 | 單循環路線單向行駛。經臺中科技大學（一中商圈）、臺中二中、曉明女中、天津路商圈、捷運文心中清站、水湳市場、國道客運水湳站（大德國中）、港尾、大雅、六張犁、清泉崗、臺中國際機場、嘉陽高中、清水高中。           | 全部班次使用無障礙車輛 |
| 500跳蛙 | 忠義里－臺中車站                              | 台中客運 | 臺中車站去程實際終點為「第一廣場」；僅非寒暑假平日行駛。 | 全部班次使用無障礙車輛 |
| 525     | 臺中刑務所演武場－社口活動中心                | 中鹿客運 | 經經貿大鵬路口(中國醫藥大學水湳校區)、臺中流行影音中心、捷運中清文心站、中國醫藥大學。 | 全部班次使用無障礙車輛 |
| 528     | 老樹公園－豐原轉運中心                        | 巨業交通 | 僅平日行駛。經媽祖廟、社口、大雅區民生路、大雅、僑光科大。 | 全部班次使用無障礙車輛 |
| 529     | 豐原轉運中心－朝馬                            | 中鹿客運 | 經媽祖廟、社口、大雅區民生路、大雅、僑光科技大學、西屯郵局。 | 全部班次使用無障礙車輛 |
| 555     | 臺中國際機場－捷運文華高中站                  | 睿奕交通 | 單循環路線，捷運文華高中站後為返程。經臺中市政府、新光三越、大遠百、黎明中科路口。 | 全部班次使用無障礙車輛 |

### 600~699
- 標示者為全線配置無障礙公車；標示者為全線提供Wi-Fi連線服務。

| 編號 | 營運區間                                                  | 經營業者          | 備註 | 備註                   |
| ---- | --------------------------------------------------------- | ----------------- | --- | ---------------------- |
| 616  | 臺中港郵局－國立苑裡高中                                  | 東南客運          | 經梧棲農會、童綜合醫院（梧棲院區）、清水區中華路、光田醫院（大甲院區）、大甲體育場、大甲區經國路、日南、大甲區中山路、幼獅工業區。                                                     |                        |
| 617  | 臺中港旅客服務中心－仁友停車場                            | 中鹿客運          | 經梧棲農會、童綜合醫院（梧棲院區）、梧棲區中華路、龍井車站、龍井區公所、大肚車站、大道國中、追分、成功車站、成功嶺、新烏日車站、學田活動中心、成功嶺3號門、彩虹眷村、嶺東科大。        | 全部班次使用無障礙車輛 |
| 651  | 大甲區公所－外埔－臺中女中                                | 中台灣客運        | 經大甲車站、大甲高中、外埔區公所、三崁、捷運文心崇德站、中國醫藥大學、國立臺中科技大學、臺中車站。                                                                                     | 全部班次使用無障礙車輛 |
| 657  | 大甲高工－建興                                            | 台中客運          | 經致用高中、大甲車站、大甲區公所、大甲體育場、大安國中、日南車站、西岐。 |                        |
| 658  | 主：大安濱海樂園－惠文高中                                | 中台灣客運        | 經國家歌劇院、朝馬、東海大學、大甲東、大甲高中、大甲車站、大甲區公所、大安區圖書館、大安區公所、龜殼里、大安媽祖文化園區。                                                             |                        |
| 658  | 副：大安濱海樂園－海墘國小－惠文高中                      | 中台灣客運        | 經國家歌劇院、朝馬、東海大學、大甲東、大甲高中、大甲車站、大甲區公所、大安國中、西安里、海墘國小。                                                                                     |                        |
| 659  | 幼獅工業區服務中心－臺中榮總                              | 台中客運          | 經日南車站、鐵砧山、大甲國中、大甲區公所、大甲車站、大甲高中、致用高中、外埔、靜宜大學、弘光科技大學。                                                                                 | 全部班次使用無障礙車輛 |
| 661  | 致用高中－永安國小－致用高中                              | 建明客運          | 左環先經「社尾玉橋」、右環先經「東西七路一段38巷口」。經大甲車站。 |                        |
| 662  | 大甲高中－大甲車站－苑裡站                                | 建明客運          | 經鐵砧山、大安溪、日南車站、苑裡後站、國立苑裡高中。 |                        |
| 668  | 日南車站－大甲區公所                                      | 東南客運          | 經日南國小、幸福里、日南國中、大甲車站、大甲高中、大甲體育場。 |                        |
| 675  | 龍津高中－凱旋敦化路口                                    | 台中客運 統聯客運 | 經僑光科技大學、逢甲商圈、捷運文華高中站、捷運市政府站、台中市政府、永豐棧酒店、大遠百、惠文國小、惠文高中、文山國小、龍山國小（山腳里）、龍井車站。                                   |                        |
| 677  | 主：巨業沙鹿站－茄投尾－巨業沙鹿站                        | 巨業交通          | 左環先經「沙鹿市場」，右環先抵達「第一銀行（沙鹿分行）」。經童綜合醫院（梧棲院區）、中港高中、龍井市場、茄投奉天宮（龍東派出所）、茄投尾、竹坑口、龍井區公所、沙鹿光田醫院、沙鹿車站。 |                        |
| 677  | 區：二號橋→沙鹿                                           | 巨業交通          | 沙鹿實際端點為「巨業沙鹿站」；僅非寒暑假平日行駛。經童綜合醫院（梧棲院區）、中港高中、龍井市場、茄投奉天宮（龍東派出所）。                                                             |                        |
| 678  | 沙鹿西站－臺中港旅客服務中心                              | 睿奕交通          | 經中港大德(中港高中、大德國小)、忠港醫院、梧棲第一市場、梧棲四維路、台中港郵局、梧棲八德路、台中港市鎮中心。                                                                           |                        |
| 679  | 主：新政大安港路口－臺中國際機場 台灣好行－臺中活力海洋線 | 睿奕交通          | 經甲南（台中港車站）、大甲車站、高美濕地、梧棲觀光漁港、臺中港旅客服務中心、梧棲、童綜合醫院（梧棲院區）。                                                                             |                        |
| 679  | 副：新政大安港路口－臺中國際機場                          | 睿奕交通          | 經甲南（台中港車站）、大甲車站、清泉國中、高美濕地、梧棲觀光漁港、臺中港北堤、臺中港旅客服務中心、梧棲、童綜合醫院（梧棲院區）、清水車站。                                             |                        |
| 679  | 副2：新政大安港路口－沙鹿西站                             | 睿奕交通          | 經甲南（台中港車站）、大甲車站、清泉國中、臺中港北堤、臺中港旅客服務中心、梧棲、童綜合醫院（梧棲院區）。                                                                               |                        |
| 688  | 主：清水車站－鰲峰山公園－臺中港旅客服務中心              | 巨業交通          | 經清水高中、鰲峰山公園、清水鬼洞、分局前、清水國中、港區藝術中心、首園、高美濕地遊客中心、梧棲觀光漁港、臺中港北堤。                                                                   |                        |
| 688  | 副：清水車站－高美濕地－臺中港旅客服務中心                | 巨業交通          | 經清水高中、西寧國小、清水國中、港區藝術中心、竹子寮、高美濕地、梧棲觀光漁港、臺中港北堤。                                                                                             |                        |
| 695  | 大勇四維東路口－外埔老人文康中心－土城                    | 中台灣客運        | 土城實際端點為「土城東路」。經頂魚寮公園、清海國中、清水區戶政事務所、清水高中、大甲車站、大甲高工、大甲東、外埔老人文康中心、土城。                                                   |                        |
| 699  | 大甲體育場－南埔                                          | 巨業交通          | 大甲體育場實際終點為「新政大安港路口」。經大甲光田醫院、大甲車站、大甲高中、文曲路、大安區公所。                                                                                       |                        |

### 700~799
- 標示者為全線配置無障礙公車；標示者為全線提供Wi-Fi連線服務。

| 編號    | 營運區間                            | 經營業者          | 備註                                                                                           | 備註                   |
| ------- | ----------------------------------- | ----------------- | ---------------------------------------------------------------------------------------------- | ---------------------- |
| 700     | 翁子－新建國市場 幹線公車－崇德幹線 | 中台灣客運        | 經豐原轉運中心、洲際棒球場、崇德路、捷運文心崇德站、中友百貨、一中商圈、台中州廳、新建國市場。 | 全部班次使用無障礙車輛 |
| 700跳蛙 | 明德高中－豐原高中                  | 台中客運 全航客運 | 僅非寒暑假平日行駛。                                                                           | 全部班次使用無障礙車輛 |

### 800~899
- 標示者為全線配置無障礙公車；標示者為全線提供Wi-Fi連線服務。

| 編號 | 營運區間                                          | 經營業者            | 備註 | 備註                   |
| ---- | ------------------------------------------------- | ------------------- | --- | ---------------------- |
| 811  | 豐原轉運中心－大甲體育場                          | 台中客運 中台灣客運 | 大甲體育場實際端點為「新政大安港路口」。經豐原高中、東豐/后豐鐵馬道、后里馬場、后里車站、泰安服務區、麗寶樂園、外埔市區、大甲車站。                              |                        |
| 813  | 主：豐原轉運中心－文武公園                        | 中鹿客運            | 非寒暑假平日部分班次繞駛至「大甲高工（校園）」。經北環福德祠、豐原國中、正隆紙廠、七星農場、后里馬場、啓明學校、月眉糖廠、大甲高中、大甲車站。                   | 全部班次使用無障礙車輛 |
| 813  | 區1：后里東站－忠靈祠                             | 中鹿客運            | 經后里馬場、啓明學校、月眉糖廠、大甲高中、大甲車站、頂店、鐵砧山、雕塑公園。                                                                                     | 全部班次使用無障礙車輛 |
| 813  | 區2：后里東站－文武公園                           | 中鹿客運            | 經后里馬場、啓明學校、月眉糖廠、大甲高中、大甲車站。 | 全部班次使用無障礙車輛 |
| 821  | 東勢－和平衛生所                                  | 豐原客運            | 經和平。 |                        |
| 839  | 泰安車站－國立苑裡高中                            | 建明客運            | 經中社、六股庄、日南、幼獅工業區、苑裡消防隊。 |                        |
| 850  | 臺中車站－谷關                                    | 豐原客運            | 經臺中州廳、臺中二中、曉明女中、捷運文心中清站、水湳、后豐鐵馬道、國家教育研究院、東勢高工。                                                                     |                        |
| 865  | 主：豐原－梨山                                    | 豐原客運            | 目前暫停營運；本路線採預約乘車，不開放站票；如因豪雨、風災等造成中橫公路中斷時停駛。經中橫臨37便道。                                                             |                        |
| 865  | 區：谷關－梨山                                    | 豐原客運            | 目前暫停營運；本路線採預約乘車，不開放站票；如因豪雨、風災等造成中橫公路中斷時停駛。經中橫臨37便道。                                                             |                        |
| 865  | 臨：豐原－梨山                                    | 豐原客運            | 如因豪雨、風災等造成中橫公路中斷時行駛。經豐原、東勢、梨山。 |                        |
| 866  | 主：天池達觀亭－武陵農場                          | 豐原客運            | |                        |
| 866  | 區1：天池達觀亭－武陵農場                         | 豐原客運            | |                        |
| 866  | 區2：梨山－武陵農場                               | 豐原客運            | 目前暫停營運；如因豪雨、風災等造成中橫公路中斷時停駛。 |                        |
| 866  | 區3：天池達觀亭－福壽山農場                       | 豐原客運            | |                        |
| 888  | 豐原轉運中心－泰安車站 台灣好行－豐線             | 中台灣客運          | 經新惠生醫院、后豐鐵馬道、后里馬場、麗寶樂園、泰安服務區。 |                        |
| 889  | 豐原轉運中心－大雪山森林遊樂區 台灣好行－大雪山線 | 中台灣客運          | 大雪山森林遊樂區實際端點為「小雪山旅遊資訊站」。經石岡水壩、石岡區公所、下土牛、楊桃樹腳、上小南坑、大南坑、橫流溪、橫嶺山步道、收費站（三十五公里）、遊客中心。 |                        |

### 900~999
- 標示者為全線配置無障礙公車；標示者為全線提供Wi-Fi連線服務。

| 編號    | 營運區間                              | 經營業者   | 備註 | 備註                   |
| ------- | ------------------------------------- | ---------- | --- | ---------------------- |
| 900     | 主：光明國中－豐原 幹線公車－北屯幹線 | 豐原客運   | 經豐原高商、栗林車站、弘文中學、潭子車站、頭家厝車站、捷運松竹站、臺中科技大學（一中商圈）、臺中車站、臺中女中、地方法院。 | 全部班次使用無障礙車輛 |
| 900     | 繞：臺中刑務所演武場－豐原            | 豐原客運   | 臺中刑務所演武場返程實際端點為「朝陽三民路口」。經豐原高商、栗林車站、弘文中學、潭子車站、頭家厝車站、捷運松竹站、臺中科技大學（一中商圈）、臺中車站、臺中女中、地方法院。                                                    | 全部班次使用無障礙車輛 |
| 900跳蛙 | 光明國中－豐原高中                    | 豐原客運   | 僅非寒暑假平日行駛。 | 全部班次使用無障礙車輛 |
| 901     | 主：豐原－明德高中                    | 台中客運   | 豐原實際端點為「豐村國小」；明德高中實際端點為「大智益民路口」。經豐原監理站、弘文中學、潭子科技園區、潭子、瓦窯、捷運松竹站、北屯、中友百貨、臺中科大（一中商圈）、臺中車站、第三市場（臺中家商)、興大附農。                 |                        |
| 901     | 副：豐原－明德高中                    | 台中客運   | 豐原實際端點為「豐村國小」；明德高中實際端點為「大智益民路口」。經廣福宮、弘文中學、潭子科技園區、潭子、瓦窯、捷運松竹站、北屯、中友百貨、臺中科大（一中商圈）、臺中車站、第三市場（臺中家商)、興大附農。                     |                        |
| 901     | 副2：豐原－明德高中                   | 台中客運   | 豐原實際端點為「豐村國小」；明德高中實際端點為「大智益民路口」。經廣福宮、弘文中學、潭子科技園區、潭子、捷運舊社站、捷運北屯總站、捷運松竹站、北屯、中友百貨、臺中科大（一中商圈）、臺中車站、第三市場（臺中家商)、興大附農。 |                        |
| 920     | 八方國際夜市－育賢環中東／西路口      | 中台灣客運 | 育賢環中東／西路口實際端點為「育賢建和路口」。經合作國小、摘星山莊、潭子科技園區、慈濟醫院、東山高中、太原車站、新光國小、新光國中。                                                                                          | 全部班次使用無障礙車輛 |
| 921     | 豐原轉運中心－捷運北屯總站            | 中鹿客運   | 經臺灣氣球博物館、筱雲山莊、台灣味噌文化館、栗林車站、潭子聯合辦公大樓、慈濟醫院、好市多北台中店。 | 全部班次使用無障礙車輛 |
| 922     | 北屯區行政大樓－中臺科技大學          | 全航客運   | 經松竹寺、捷運松竹站、捷運北屯總站、葳格高中、大坑。 |                        |
| 956     | 主：翁子－光華高工                    | 中台灣客運 | 僅非寒暑假平日行駛。經豐原轉運中心、豐原高中、南陽國小、豐原醫院、豐原區公所、栗林車站、弘文中學、潭子科技園區、頭家厝車站、捷運松竹站(松竹路)、803醫院、太平國中、勤益科大。                                                 |                        |
| 956     | 副：翁子－吉星社區                    | 中台灣客運 | 僅假日及寒暑假行駛。經豐原轉運中心、豐原高中、南陽國小、豐原醫院、豐原區公所、栗林車站、弘文中學、潭子科技園區、頭家厝車站、捷運松竹站(松竹路)、803醫院、太平國中、勤益科大。                                                 |                        |
| 958     | 豐原轉運中心－臺中車站                | 統聯客運   | 經翁子國小、豐陽國中、南興宮、豐原高中、豐村國小、新田、新建國市場、台中車站、國軍英雄館。 |                        |
| 989     | 主：翁子－圳前仁愛公園                | 豐原客運   | 經豐原車站、豐洲工業區、崎腳、圳堵、新。 |                        |
| 989     | 延：翁子－神圳國中                    | 豐原客運   | 經豐原車站、豐洲工業區、崎腳、圳堵、新庄、車站前、寶山宮。 |                        |

## 捷運接駁公車

### 臺中捷運綠線接駁公車
- 標示者為全線配置無障礙公車；標示者為全線提供Wi-Fi連線服務。

| 編號 | 營運區間                     | 經營業者 | 備註 | 備註                   |
| ---- | ---------------------------- | -------- | --- | ---------------------- |
| 綠1  | 松竹旱溪西路口－仁友停車場   | 中鹿客運 | 經捷運松竹站、捷運四維國小站、文昌國小、捷運文華高中站、賴厝國小、曉明女中、萬壽棒球場、捷運市政府站、捷運豐樂公園站、捷運大慶站、中山醫學大學、捷運九張犁站、高鐵台中站、彩虹眷村。                             | 全部班次使用無障礙車輛 |
| 綠2  | 太原車站－捷運文心森林公園站 | 統聯客運 | 經捷運四維國小站、文心國小、捷運文心崇德站、捷運文心中清站、捷運文華高中站、捷運文心櫻花站、捷運市政府站、捷運水安宮站。                                                                                         |                        |
| 綠3  | 省議會－臺中市議會           | 統聯客運 | 單循環路線，臺中市議會後為返程。經捷運市政府站、捷運水安宮站、捷運文心森林公園站、捷運南屯站、捷運豐樂公園站、中山醫學大學、臺中高工、興大附中、玻璃纖維館、大突寮、青年高中、霧峰農工、霧峰林家花園、明台高中。 |                        |
| 綠4  | 宜寧中學－捷運文心中清站     | 統聯客運 | 單循環路線，捷運文心中清站後為返程。經中科管理局、臺中流行影音中心、捷運文華高中站、捷運文心櫻花站。 | 全部班次使用無障礙車輛 |

## 市民小巴
- 標示者為全線配置無障礙公車；標示者為全線提供Wi-Fi連線服務。

| 編號      | 營運區間                     | 經營業者 | 備註                                                                                     | 備註 |
| --------- | ---------------------------- | -------- | ---------------------------------------------------------------------------------------- | ---- |
| 市民小巴1 | 大甲車站－海墘－福住里       | 睿奕交通 | 經光田醫院（大甲院區）、大安國中、海墘、五甲港、安田、環海宮、頂大安、靖安宮、永安國小。 |      |
| 市民小巴2 | 主：大甲國小－土城－泰安車站 | 睿奕交通 | 經大甲車站、大甲東、后寮、外埔、田中央、頂竹圍、崎頂、土城、中社。                       |      |
| 市民小巴2 | 區：外埔區公所－土城         | 睿奕交通 | 經田中央、頂竹圍、崎頂。                                                                 |      |
| 市民小巴3 | 大甲車站－六分路－后里       | 睿奕交通 | 經后里車站、泰安鐵道文化園區（泰安舊站）、泰安車站、致用高中、大甲高中。                 |      |
| 市民小巴4 | 主：中科后里辦公室－太平里   | 睿奕交通 | 經下后里、后里國小。                                                                         |      |
| 市民小巴4 | 延：中社－南村路－太平里     | 睿奕交通 | 經經南后里、后里國小、繞駛泰安國小。                                                         |      |

## 幸福巴士
- 此系列路線全數採預約制營運，建議於乘車前一天致電預約。

- 標示者為全線配置無障礙公車；標示者為全線提供Wi-Fi連線服務。

| 編號  | 營運區間                 | 經營業者                     | 備註                                                         | 備註 |
| ----- | ------------------------ | ---------------------------- | ------------------------------------------------------------ | ---- |
| 梨山1 | 梨山－環山－新佳陽－梨山 | 臺中市和平區梨山社區發展協會 | 經松茂、環山部落、梨山衛生所、新佳陽部落。                   |      |
| 自達1 | 和平區達觀里或自由里     | 雙崎社區發展協會             | 經桃山、達觀、香川、竹林、烏石坑、雙崎、三叉坑、東勢、卓蘭。 |      |

## Taxi小黃公車
- 此系列路線全數採預約制營運，建議於乘車前一天致電預約。

- 標示者為全線配置無障礙公車；標示者為全線提供Wi-Fi連線服務。

| 編號 | 營運區間                   | 經營業者   | 備註 | 備註 |
| ---- | -------------------------- | ---------- | --- | ---- |
| 黃1  | 豐原－公老坪頂             | 怡美車隊   | |      |
| 黃2  | 東勢－民安                 | 怡美車隊   | |      |
| 黃3  | 中興嶺－茄苳寮             | 怡美車隊   | |      |
| 黃4  | 朴子里活動中心－豐原         | 怡美車隊   | 朴子里活動中心至福德祠之間採隨招隨停。 |      |
| 黃5  | 自強新村－黃竹里           | 怡美車隊   | 光興路1463巷採隨招隨停（區間固定站牌為自強新村） 黃竹國小至黃竹里之間採隨招隨停。 |      |
| 黃6  | 霧峰－青桐林生態產業園區   | 怡美車隊   | 靈隱寺至青桐林生態產業園區之間採隨招隨停。 |      |
| 黃7  | 霧峰－象鼻橋               | 怡美車隊   | 霧峰慈玉宮至象鼻橋之間採隨招隨停。 |      |
| 黃8  | 花東新村－喀哩             | 怡美車隊   | 峰堤路採隨招隨停（區間固定站牌為花東新村） 六股路南阡巷口至光明西路豐正路口之間採隨招隨停 丁台路北岸路口至喀哩之間採隨招隨停。 |      |
| 黃9  | 和平衛生所－福民國小       | 怡美車隊   | 福興里至福民國小之間採隨招隨停。 |      |
| 黃10 | 雅潭民族路口－潭子車站     | 怡美車隊   | 大富路一段325巷口至三社三和路口之間採隨招隨停 大富路三社路口至大富里活動中心之間採隨招隨停。 |      |
| 黃11 | 天母櫻城－麗水             | 台灣大車隊 | 龍社路中社六街口至龍泉國小之間採隨招隨停 龍井國中(觀光路)至龍井三德游泳池之間採隨招隨停 中央路一段3巷至麗水之間採隨招隨停。 |      |
| 黃12 | 南庄－大甲車站               | 台灣大車隊 | 南安路238巷採隨招隨停（區間固定站牌為南安路238巷口） 福德祠(南埔路)至大安幼兒園之間採隨招隨停。 |      |
| 黃13 | 大缺－華南銀行清水分行     | 台灣大車隊 | 客庄路採隨招隨停（區間固定站牌為大缺(客庄路)） 三元宮至客庄路85巷口之間採隨招隨停 中央北路菁埔路口至護安宮之間採隨招隨停。 |      |
| 黃14 | 裕家里－清水車站             | 台灣大車隊 | 臨江里(中央路)至文興宮(海濱路)之間採隨招隨停 甲桂林社區至清海國中(中央路)之間採隨招隨停 秀水里活動中心至五權民有路口之間採隨招隨停。 |      |
| 黃15 | 天母櫻城－沙鹿車站         | 台灣大車隊 | 自強路、自強路175巷採隨招隨停（區間固定站牌為港區運動公園） 保成八街、保順一街採隨招隨停（區間固定站牌為保安宮） 正義路採隨招隨停（區間固定站牌為正義路97巷口） 南陽路採隨招隨停（區間固定站牌為北勢國小） 南勢溪公園至自由路鎮南路口之間採隨招隨停 福成路100巷口至青山公園(福至路)之間採隨招隨停。 |      |
| 黃16 | 福民國小－長福橋           | 怡美車隊   | |      |
| 黃17 | 主：中興嶺－石岡區公所     | 怡美車隊   | 水井街181巷採隨招隨停（區間固定站牌為水井廟口） 中興畜牧場至山沐斯達之間採隨招隨停 二坪至庄中福德祠之間採隨招隨停。 |      |
| 黃17 | 末班：中興嶺－崑山         | 怡美車隊   | 中興嶺發車時間為16:40 崑山發車時間為17:00。 |      |
| 黃18 | 四塊厝－后里車站           | 怡美車隊   | 四塊厝(合安宮)至七星國小(大圳路)之間採隨招隨停。 |      |
| 黃19 | 后里口庄－外埔             | 台灣大車隊 | 太平路採隨招隨停（區間固定站牌為后里口庄） 三崁活動中心至二崁路112巷口之間採隨招隨停。 |      |
| 黃20 | 鴨母寮永安宮－沙鹿光田醫院 | 台灣大車隊 | 永興路一段220巷採隨招隨停（區間固定站牌為鴨母寮永安宮） 中央路一段346之3號至草湳活動中心之間採隨招隨停 善水國民中小學至開賢宮之間採隨招隨停 梧棲區公所至忠港醫院之間採隨招隨停。 |      |
| 黃21 | 王田－追分郵局             | 怡美車隊   | 王田至王福街1052巷口之間採隨招隨停 興和路77巷口至船頭三街之間採隨招隨停。 |      |
| 黃22 | 下舊庄－大雅               | 怡美車隊   | 溪頭路採隨招隨停（區間固定站牌為溪頭路17巷口） 神圳路採隨招隨停（區間固定站牌為神岡圖書館(神圳路)） 亨記食品至大林路121巷口之間採隨招隨停。 |      |
| 黃23 | 中庄－大甲車站             | 台灣大車隊 | 中庄里9鄰至福安莊(龜殼路)之間採隨招隨停 大甲區公所(新政路)至大甲郵局之間採隨招隨停。 |      |
| 黃24 | 麗水－龍井車站             | 台灣大車隊 | 麗水至麗水里活動中心之間採隨招隨停 福田社區活動中心至福頭崙巷口之間採隨招隨停 龍井區農會至南田中之間採隨招隨停 龍崗一站至龍井車站(龍新路)之間採隨招隨停。 |      |
| 黃25 | 捷運九德站－溪尾國小       | 怡美車隊   | 捷運九德站(興華街)至九德國小(興祥街)之間採隨招隨停 光德國中(信義仁德街口)至永興宮之間採隨招隨停 溪尾里活動中心至溪尾國小之間採隨招隨停。 |      |
| 黃26 | 松竹車站－逢甲國小         | 怡美車隊   | 葳格高級中學至軍功農會之間採隨招隨停 軍功軍福十六路口至東山松竹路口之間採隨招隨停 景賢路太祥路口至博愛公園(祥順二路)之間採隨招隨停。 |      |

## 行經臺中市境內之非臺中市公車路線

### 彰化縣公車
| 路線編號 | 營運區間                       | 收費方式 | 經營業者 | 備註                                                                      |
| -------- | ------------------------------ | -------- | -------- | ------------------------------------------------------------------------- |
| 16       | 彰化火車站－台74線－朝馬轉運站 | 里程計費 | 中鹿客運 | - 本路線是唯一行經中彰快速道路至台中市 - 不享有台中市公車免費十公里之優惠 |

### 公路客運
| 路線編號                                       | 營運區間                             | 經營業者                   | 備註                                                             |
| ---------------------------------------------- | ------------------------------------ | -------------------------- | ---------------------------------------------------------------- |
| 1141                                           | 花蓮－臺中(梨山)                     | 統聯客運                   |                                                                  |
| 1751                                           | 宜蘭－梨山                           | 國光客運                   |                                                                  |
| 1764                                           | 羅東－梨山                           | 國光客運                   |                                                                  |
| 5814                                           | 苗栗－大甲(經山腳)                   | 苗栗客運                   |                                                                  |
| 6268 6268A 6268B 6268F 6268G                   | 臺中－埔里(地理中心碑)               | 全航客運                   |                                                                  |
| 6322                                           | 臺中－南崗－水                       | 總達客運                   |                                                                  |
| 6333 6333A 6333B                               | 臺中－中興－水                       | 總達客運                   | A線：臺中－中興－水[經國道3號] B線：臺中－中興－水[經高鐵台中站] |
| 6670 6670A 6670B 6670C 6670D 6670E 6670F 6670G | 臺中－高鐵臺中站－草屯－埔里－日月潭 | 南投客運                   | 臺灣好行日月潭線                                                 |
| 6735                                           | 臺中－二水                           | 員林客運                   |                                                                  |
| 6736                                           | 臺中－二林                           | 員林客運                   |                                                                  |
| 6737                                           | 臺中－西港                           | 員林客運                   |                                                                  |
| 6738                                           | 臺中－王功                           | 員林客運                   |                                                                  |
| 6742                                           | 臺中－竹山                           | 員林客運                   | 原9120改號                                                       |
| 6882                                           | 臺中－西螺                           | 員林客運                   |                                                                  |
| 6883                                           | 臺中－溪頭(經高鐵臺中站)             | 南投客運 員林客運 彰化客運 | 台灣好行溪頭線                                                   |
| 6899 6899A 6899C 6899D                         | 臺中－埔里                           | 台中客運 南投客運          |                                                                  |
| 6933 6933A                                     | 鹿港－彰化－台中                     | 彰化客運                   |                                                                  |
| 6936 6936A                                     | 高鐵臺中站－鹿港北區遊客中心         | 彰化客運                   | 台灣好行鹿港祈福線                                               |

### 國道客運
| 路線編號 | 營運區間                                          | 經營業者          | 備註 |
| -------- | ------------------------------------------------- | ----------------- | --- |
| 1610     | 台北－高雄                                        | 統聯客運          | 行經中壢服務區、中港轉運站、岡山站、楠梓 |
| 1611     | 台北轉運站－臺南轉運站                            | 統聯客運          | 行經中壢服務區、中港轉運站、新營轉運站 |
| 1612     | 台北市府轉運站－臺南轉運站                        | 統聯客運          | 行經捷運六張犁站（基隆路）、景美、三峽、中港轉運站、嘉義交流道、新營轉運站                                                                                                 |
| 1613     | 台北轉運站－屏東轉運站                            | 統聯客運          | 行經中壢服務區、中港轉運站、仁德站 |
| 1616     | 台北－員林                                        | 統聯客運          | 目前班次為周五、周日員林端05:30、台北端09:50，停靠：台北轉運站、中港轉運站、中庄子（中山路）、彰化縣原住民生活館、和調里、彰化車站、彰基醫院、秀傳醫院、南興里、員林轉運站 |
| 1617     | 台北－豐原－東勢                                  | 統聯客運          | 行經中壢服務區，部分車次行經桃園長庚轉運站及麗寶樂園 |
| 1618     | 台北－嘉義                                        | 統聯客運          | 行經中壢服務區，部分車次行經林口\|行經中壢服務區、中港轉運站 |
| 1619     | 台北－中港路－台中                                | 統聯客運          | 行經朝馬站，少部分班次停靠新竹科技生活館站 |
| 1620     | 台北－中清路－台中                                | 統聯客運          | 行經中壢服務區、水湳 |
| 1621     | 台中－高雄                                        | 統聯客運          | 行經烏日客運南站、彰化交流道站 |
| 1623     | 臺中－國道1號－臺灣桃園國際機場                   | 統聯客運          | |
| 1625     | 臺中市－國道1號－臺南轉運站                       | 統聯客運          | 行經朝馬站 |
| 1628     | 台北－麻豆－佳里－漚汪                            | 統聯客運          | 行經中壢服務區、中港轉運站、中壢站，目前班次為延駛苓子寮、學甲站的路線 |
| 1632     | 台北－草屯－竹山                                  | 統聯客運          | 行經中壢服務區、中港轉運站、林口站、草屯站、南投站、紫南宮 |
| 1633     | 台北－北港－三條崙                                | 統聯客運          | 行經中壢服務區、中港轉運站、林口站，目前所有班次皆只行駛到北港站，如前往三條崙須在北港站換車                                                                               |
| 1635     | 台北－虎尾－三條崙                                | 統聯客運          | 行經中壢服務區、中港轉運站、林口站，目前班次需先搭乘1633或7000路線至西螺站換車                                                                                             |
| 1636     | 台北－西螺－四湖－三條崙                          | 統聯客運          | 行經中壢服務區、中港轉運站、林口站，目前班次需先搭乘1633或7000路線至西螺站換車                                                                                             |
| 1637     | 台北－西螺－林厝寮－三條崙                        | 統聯客運          | 行經中壢服務區、中港轉運站、林口站，目前班次需先搭乘1633或7000路線至西螺站換車                                                                                             |
| 1638     | 台北－朴子－東石                                  | 統聯客運          | 行經中壢服務區、中港轉運站、林口站，目前班次需先搭乘1618路線至嘉義交流道站換車                                                                                             |
| 1639     | 台北－布袋                                        | 統聯客運          | 行經中壢服務區、中港轉運站、林口站，目前班次需先搭乘1618路線至嘉義交流道站換車                                                                                             |
| 1652     | 台北－鹿港－芳苑                                  | 統聯客運          | 行經林口站、中港轉運站、彰化火車站 |
| 1657     | 高鐵臺中站－國道3號－南投                         | 統聯客運          | |
| 1660     | 板橋客運站－中港轉運站－高雄                      | 統聯客運          | 採分段售票，需於中港轉運站換乘 |
| 1667     | 臺北市府轉運站－臺中朝馬                          | 統聯客運          | 行經捷運六張犁站（基隆路）、景美、新店、龍潭站 |
| 1805     | 基隆火車站－臺中                                  | 國光客運          | |
| 1806     | 基隆火車站－南投                                  | 國光客運          | |
| 1826     | 臺北轉運站－中清路－臺中                          | 國光客運          | 行經三重 |
| 1827     | 臺北轉運站－台灣大道－臺中                        | 國光客運          | 行經三重 |
| 1828     | 臺北轉運站－彰化                                  | 國光客運          | 行經王田交流道 |
| 1829     | 臺北轉運站－員林                                  | 國光客運          | |
| 1830     | 臺北轉運站－北斗                                  | 國光客運          | 經彰化﹑員林 |
| 1831     | 臺北轉運站－南投                                  | 國光客運          | 經朝馬，部分班次經霧峰。 |
| 1832     | 臺北轉運站－埔里                                  | 國光客運          | 經朝馬 |
| 1833     | 臺北轉運站－國道6號－日月潭                       | 國光客運          | 台北直達埔里、日月潭 |
| 1837     | 臺北（轉運站）－臺南轉運站                        | 國光客運          | 行經朝馬站 |
| 1838     | 臺北（轉運站）－高雄                              | 國光客運          | 部分班次行經林口站、西螺站 |
| 1839     | 臺北（轉運站）－屏東                              | 國光客運          | 大部分班次停靠朝馬站，少部分停靠西螺站 |
| 1851     | 板橋－臺中                                        | 國光客運          | 行經龍潭站 |
| 1852     | 板橋－國道3號－臺中                               | 國光客運          | 行經龍潭站，目前每天往返各一班會停靠苑裡站及三峽站 |
| 1860     | 桃園國際機場－臺中                                | 國光客運          | |
| 1861     | 桃園－臺中                                        | 國光客運          | |
| 1862     | 桃園－高雄                                        | 國光客運          | |
| 1863     | 中壢－臺中                                        | 國光客運          | |
| 1866     | 新竹－臺中                                        | 國光客運          | 經水湳 |
| 1870     | 臺中－嘉義                                        | 國光客運          | |
| 1871     | 臺中－臺南                                        | 國光客運          | |
| 1872     | 臺中－高雄                                        | 國光客運          | |
| 1873     | 臺中－屏東                                        | 國光客運          | |
| 6188     | 臺中－中投公路－中2高－臺3線－竹山                | 台中客運          | 部分班次行經高鐵台中站 |
| 6606     | 豐原－國道1號－臺北                               | 豐原客運          | 經后里、三義、林口 |
| 7500     | 臺南市－中山高－臺北市                            | 和欣客運          | 部分車次行經經國轉運站、新竹站 |
| 7504     | 板橋－台中                                        | 和欣客運          | 行經中壢站 |
| 7506     | 外交部中部辦公室－南屯交流道－國道1號－嘉義縣、市 | 和欣客運          | |
| 7511     | 臺北市－國道1號－臺中港                           | 和欣客運          | 經和欣朝馬轉運站 |
| 9010     | 臺中市－國道1號－新竹市                           | 新竹客運 台中客運 | |
| 9015     | 臺中車站－國道1號－北港                           | 台中客運 台西客運 | |
| 9016     | 臺中車站－國道1號－四湖                           | 台中客運 台西客運 | |
| 9018     | 臺中市－國道1號－彰化－鹿港                       | 中鹿客運          | |
| 9019     | 臺中朝馬－國道1號－二林－麥寮                     | 員林客運          | |

## 外部連結
- 臺中市政府交通局 （页面存档备份，存于）
- 臺中市公車動態資訊 （页面存档备份，存于）